# Liederbach (Main)
Der Liederbach ist ein knapp 16 Kilometer (mit rechtem Oberlauf Reichenbach knapp 21 km) langer, nördlicher und rechter Zufluss des Mains in Hessen, der den Vordertaunus im Hochtaunuskreis, Main-Taunus-Kreis und das Stadtgebiet Frankfurts am Main durchfließt.

## Name
Der Namensbestandteil Lieder kommt von ahd. liodar Rauschen, Geräusch. Liederbach bedeutet demnach so viel wie rauschender Bach.
Auf der Landtafel Gericht Liederbach von Wilhelm Dilich, 1607–1622 wird er Liederbach oder Mühlenbach und am Unterlauf Möhlenbach genannt.
Von Altansässigen wird der Liederbach oft einfach als „Die Bach“ bezeichnet.

## Geographie

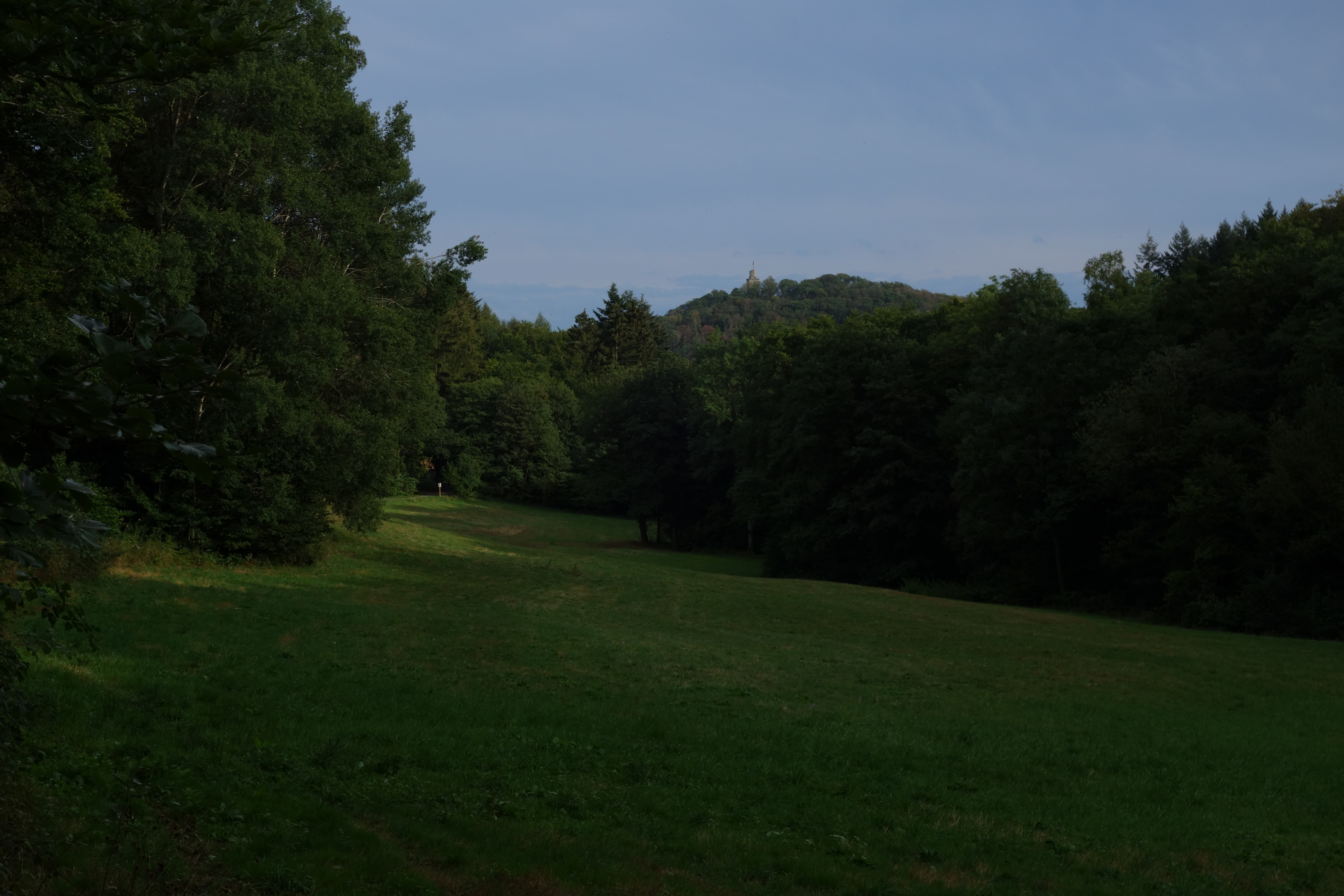
Naturschutzgebiet Reichenbachtal; im Hintergrund die Burgruine Falkenstein

### Quellbäche
Der Liederbach entsteht westlich von Königstein im Taunus aus dem Zusammenfluss von Rombach und Reichenbach.

#### Reichenbach
Der Reichenbach ist der knapp 5 km lange linke Quellbach des Liederbaches. Er ist wasserreicher als der Rombach und ist deshalb der hydrologische Hauptstrang des Bachsystems. Deswegen wird er von manchen, unter Missachtung seines Abschnittsnamens, als Liederbach bezeichnet.

#### Rombach
Der Rombach ist der gut 4 km lange rechte Quellbach des Liederbaches. Er wird heute von manchen als ein Zufluss des Liederbaches angesehen, auf einigen älteren Karten trägt jedoch er die Bezeichnung „Liederbach“.

### Verlauf

#### Von der Vereinigung seiner Quellbäche bis zur Mündung des Braubaches

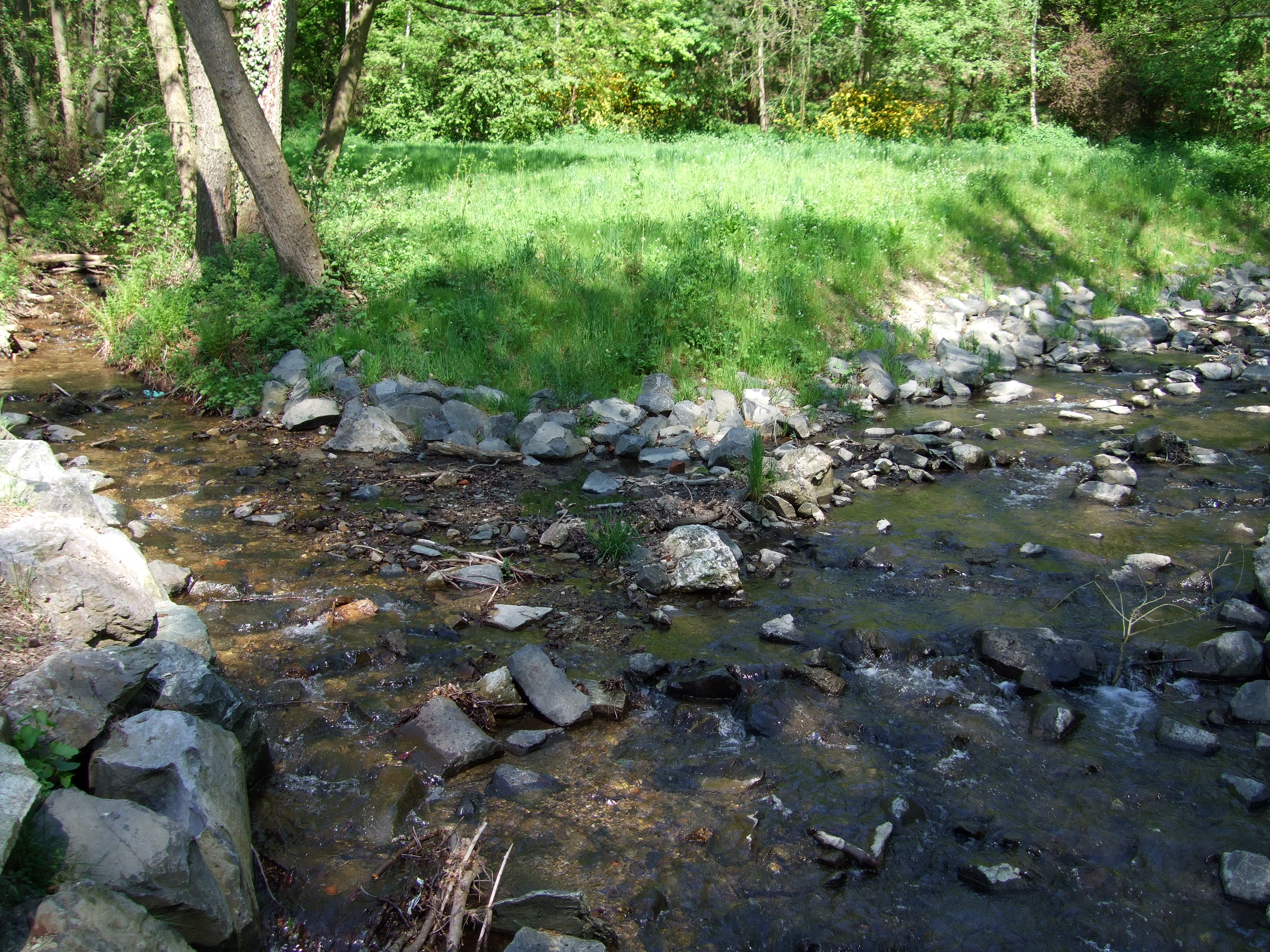
Zusammenfluss von Rom- (links) und Reichenbach (rechts) zum Liederbach (vorne)

Nach der Vereinigung seiner beiden Quellbäche etwa 400 Meter südwestlich der Burgruine Königstein auf einer Höhe von etwa 320 m ü. NHN fließt der Liederbach zunächst in südlicher Richtung durch Laubwald. Die Burg, das Wahrzeichen des heilklimatischen Kurorts Königstein, ist eine der größten Burgruinen Deutschlands.
Der Bach unterquert gleich darauf die Gleisanlagen der Königsteiner Bahn (⊙), die den Bach auf seinen Weg nach Höchst in wechselndem Abstand begleitet. In der Unterführung wird er auf seiner rechten Seite von einem Waldbächlein gespeist.
Der Liederbach läuft jenseits der Gleisanlagen durch den südlichen Teil des Fauna-Flora-Habitats Rombachtal und auf dem Bangert bei Königstein. Er fließt links an der 1911 vom Mauermeister Michael Söhngen gefassten und mit einer Kuppel überbauten Stahlquelle (⊙) vorbei, unterquert dann den Forellenweg (⊙) und läuft danach begleitet von Büschen und Bäumen in der Flur Obere Hohwiesen durch Grünland. Etwas bachabwärts stärkt ihn wiederum von der rechten Seite ein zweites Bächlein (⊙), das aus der Flur Vorderes Ziegenheck heranzieht. Nach einer alten Karte vom Herzogtum Nassaus aus dem Jahre 1819 floss ihm früher auf der Gegenseite von der Burg Königstein her ein weiterer kleiner Bach zu. Auf seiner linken Seite liegen die Schrebergärten des KGV Im stillen Hain und auf der rechten etwa dreihundert Meter vom Bach entfernt das Königsteiner Vereinshaus des 1897 gegründeten Entomologischen Vereins Apollo e. V. Etwa einen halben Kilometer danach speist der Liederbach in der Flur Untere Hohwiese einen kleinen Teich (⊙) und erreicht dann gut hundert Meter später die Gemarkungsgrenze des zentralen Königstein zu dessen im elften Jahrhundert erstmals erwähntem Stadtteil Schneidhain (⊙).

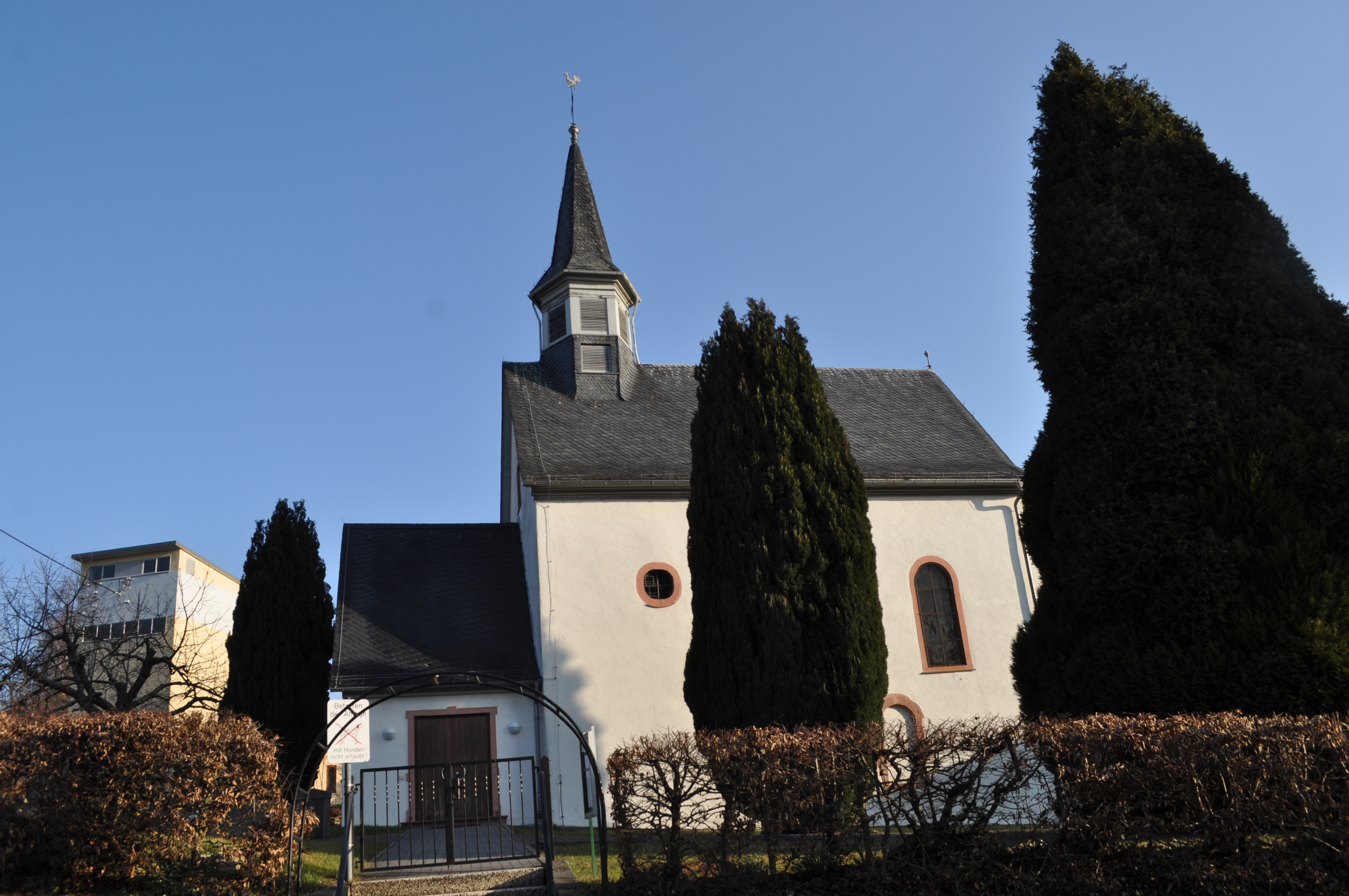
Evangelische Johanniskirche in Schneidhain

Der Bach ist nun für etwa dreihundert Meter die Gemarkungsgrenze zwischen den beiden Stadtteilen. Auf seiner rechten Seite liegt dort die Flur Im Kirchgraben und auf der linken die Flur An der Heufahrt. Der Bach kreuzt dann die Wiesengrundstraße (⊙) und zieht danach am Ostrand von Schneidhain südsüdwestwärts durch die Flur Ober den kleinen Wiesen. Auf der rechten Seite steht dort etwa 70 Meter vom Bach entfernt im alten Ortskern des Straßendorfes die 1741 erbaute und zum evangelische Dekanat Kronberg gehörende Johanniskirche (⊙) mit einem kleinen Friedhof an der Nordseite. Südöstlich davon befindet sich ein kleines Audi-Museum (⊙) und südlich der Kirche steht das Gebäude des ehemaligen Schneidhainer Rathauses (⊙), das heute als Feuerwehrhaus der Freiwilligen Feuerwehr dient.
Der Bach läuft dann begleitet von dichtem Gehölz durch die Flur Am Dingweg, wo er früher am Südausgang von Schnaidhain die Schneidhainer Mühle (⊙) betrieb. Danach biegt er nach Ostsüdosten ab und schlägt einen kleinen Bogen durch die Flur Am Jägerhaus. Er verlässt dort das Fauna-Flora-Habitat und unterquert beim Baumateriallager der Stadt Königstein die B 455 (Wiesbadener Straße) (⊙) in Richtung Südsüdwesten.
Er zieht nun zwischen dem alten Ortskern von Schneidhain auf seiner rechten Seite und der früher zur ehemaligen selbständigen Gemeinde Altenhain gehörenden und 1972 an Schneidhain abgegebenen Siedlung Johanniswald auf der linken am Westrand eines Waldstreifens südwärts durch die Flur Unter der Mühle, passiert dann etwa hundert Meter später die Landkreisgrenze (⊙) vom Hochtaunuskreis nach dem Main-Taunus-Kreis und betritt dabei die Gemarkung des zur Gemeinde Bad Soden gehörenden Stadtteils Altenhain. Auf seiner linken Seite grenzt er dort an Mischwald und auf der anderen Seite an Grünland mit Feuchtwiesen. Knapp dreihundert Meter südlich zweigt dann auf seiner rechten Seite ein Graben (⊙) ab.

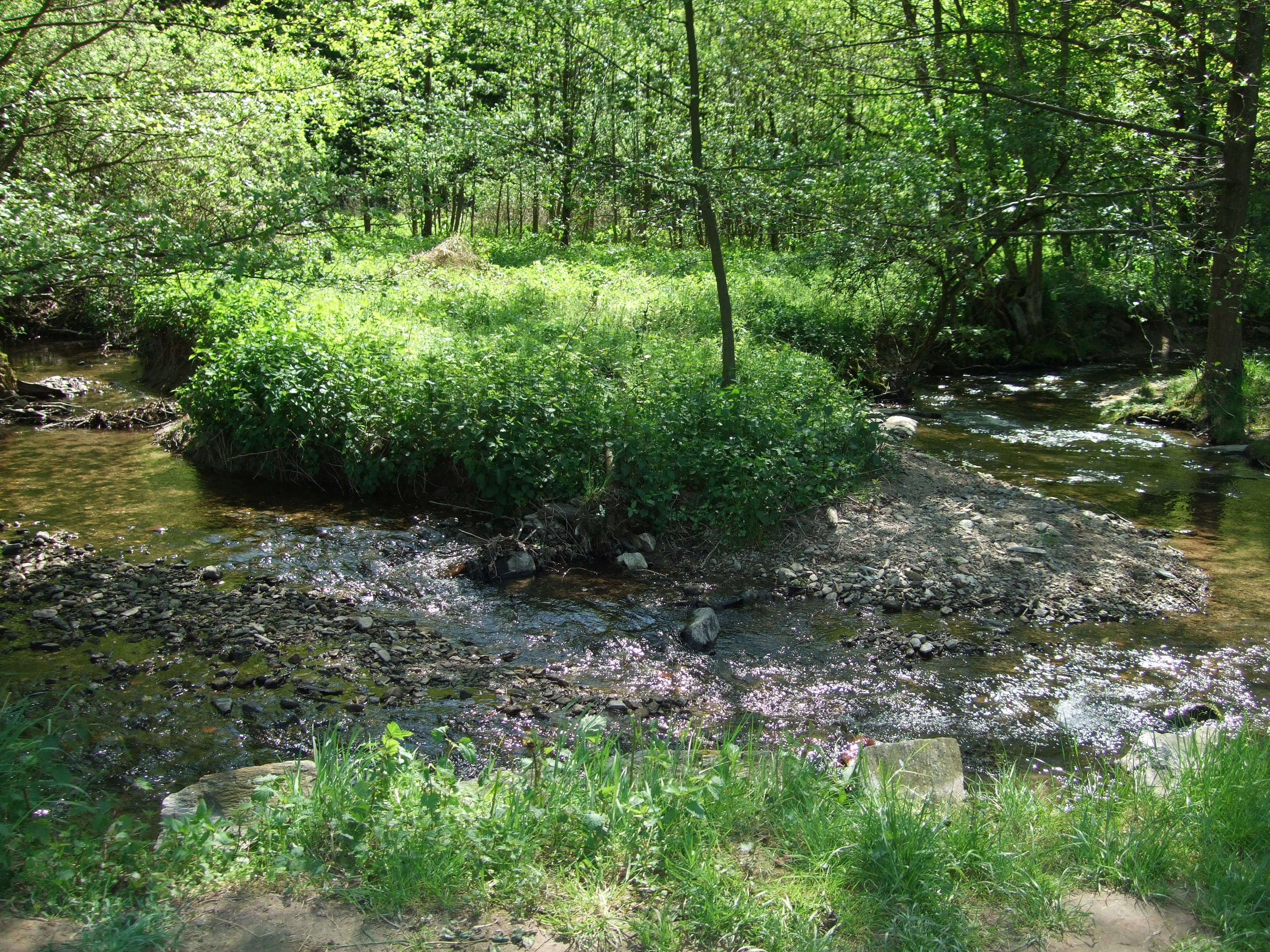
Naturnaher Liederbach zwischen Schneidhain und Hornau

Bach und dieser Graben fließen in der Flur Beidenauergrund südwärts durch ein noch recht enges Tal und vereinigen sich (⊙) nach etwa vierhundert Metern westlich der Anhöhe Mühlhell (323 m) wieder, in der Nähe eines kleinen Klärwerkes mit einem Klärteich. Ungefähr 300 Meter weiter westlich liegt die stillgelegte und früher zum Bergrevier Wiesbaden gehörende Eisengrube Diana (⊙).

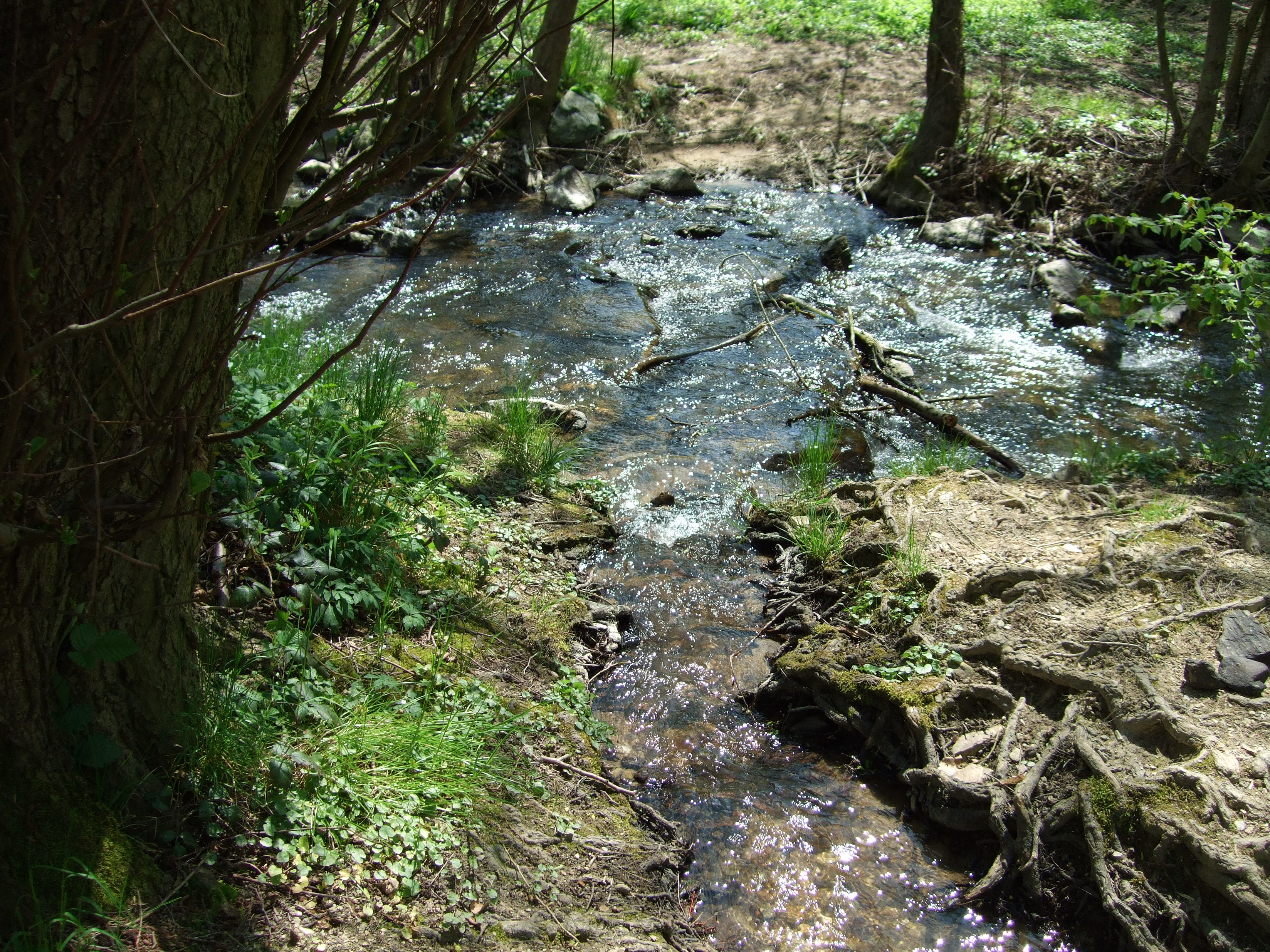
Mündung des Braubaches (unten) in den Liederbach (fließt von links nach rechts)

Der Liederbach fließt nun begleitet von einem Saum aus Büschen und Bäumen durch einen Grünlandstreifen am bewaldeten Osthang des Roten Bergs, der auch Rodenberg genannt wird, entlang. Auf dem in den niederen Lagen mit Misch- und in höheren mit Nadelwald bedeckten Berg befinden sich mehrere Hügelgräber.
Knapp zweihundert Meter bachabwärts zweigt auf seiner rechten Seite ein Mühlgraben (⊙) ab, der früher die 1618 vom pfälzischen Kurfürsten Friedrich V. genehmigte Beidenauermühle (⊙) auch Rote Mühle genannt, antrieb. Der Liederbach kreuzt dann den Mühlweg und schlängelt sich, gesäumt von starkem Gehölz, durch das Grünland der Flur Geschwin. Östlich davon liegt in der Flur Rosenheck ein größerer Gehölzkomplex, an den sich dann Ackerland anschließt. Kurz danach wird er bei der Flur Unterm Braubacher Feldchen auf seiner rechten Seite vom aus dem Nordwesten kommenden Braubach (⊙) gespeist.

#### Von der Mündung des Braubaches bis zur Mündung des Gimbaches
Der Liederbach wechselt nun über die Stadtgrenze (⊙) von Bad Soden zur Möbelstadt Kelkheim, mäandert dann in der Gemarkung des alten, schon 874 erstmals urkundlich erwähnten Dorfes und heutigen Kelkheimer Stadtteils Hornau südwärts durch die Flur Im Geschenn und quert dort die Geschwenner Brücke (⊙). Sein Tal hat sich schon merklich ausgeweitet und der Bach wird dort von dichtem Ufergehölz begleitet. Auf seiner linken Seite liegt der Gräberwald mit seinen Laubbäumen, gegenüber diesem Felder, denen sich dann westlich Streuobstwiesen anschließen. Nach der alten Karte von Nassau floss ihm dort auf der rechten Seite ein kleiner Wiesenbach zu.

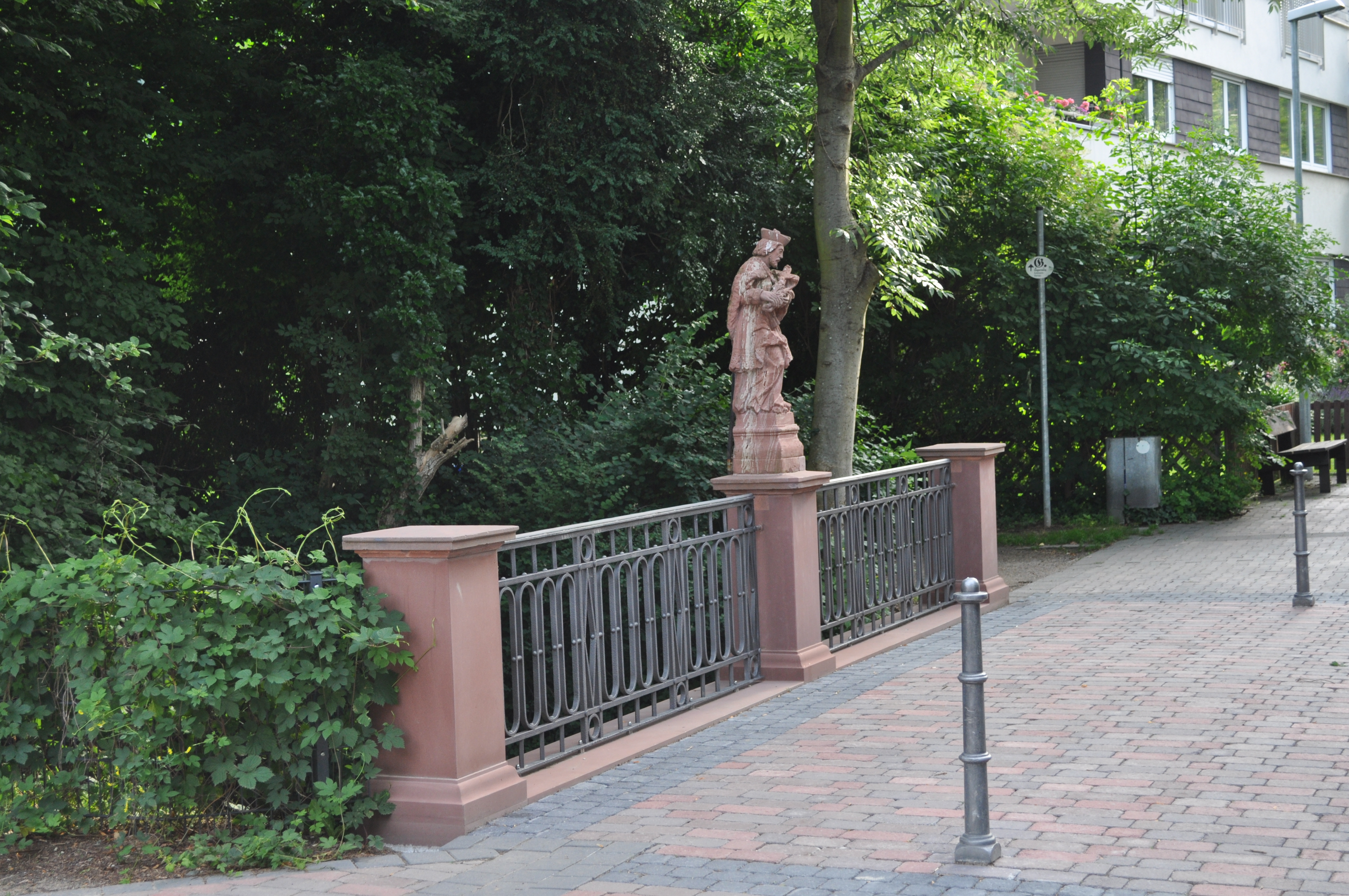
Chaisewegbrücke mit St. Nepomuk-Statue in Hornau

In der Flur Schlenkersgrund unweit der Gagernhöhle (⊙), im Volksmund auch Fuchshöhle genannt, erreicht der Bach beim Vereinsheim des Blasorchesters Kelkheim-Hornau e. V. den Nordrand von Hornau. Am kleinen Hornauer Wasserfall in der Flur Mühlwies zweigte früher nach links ein Mühlgraben ab, der die bis 1970 aktive Hornauer Mühle (⊙) in der heute Hornauer Straße genannten Langen Straße antrieb. Der Liederbach unterquert nun westlich einer Umspannstation den Gagernring (⊙), läuft dann parallel zur Ofterdingenstraße in Richtung Süden und kreuzt danach die Hornauer Straße (⊙). Östlich des Baches beginnt dort der alte Ortskern von Hornau mit sehenswerten alten Häusern. Der Liederbach fließt weiter an der 1952 eingeweihten katholischen St. Martinskirche (⊙) vorbei und unter der Chaisewegbrücke (⊙) (Rotlinthallee) hindurch. Oben auf der Brücke steht eine über zweihundert Jahre alte, im Barockstil erstellte Statue des Brückenheiligen St. Nepomuk.

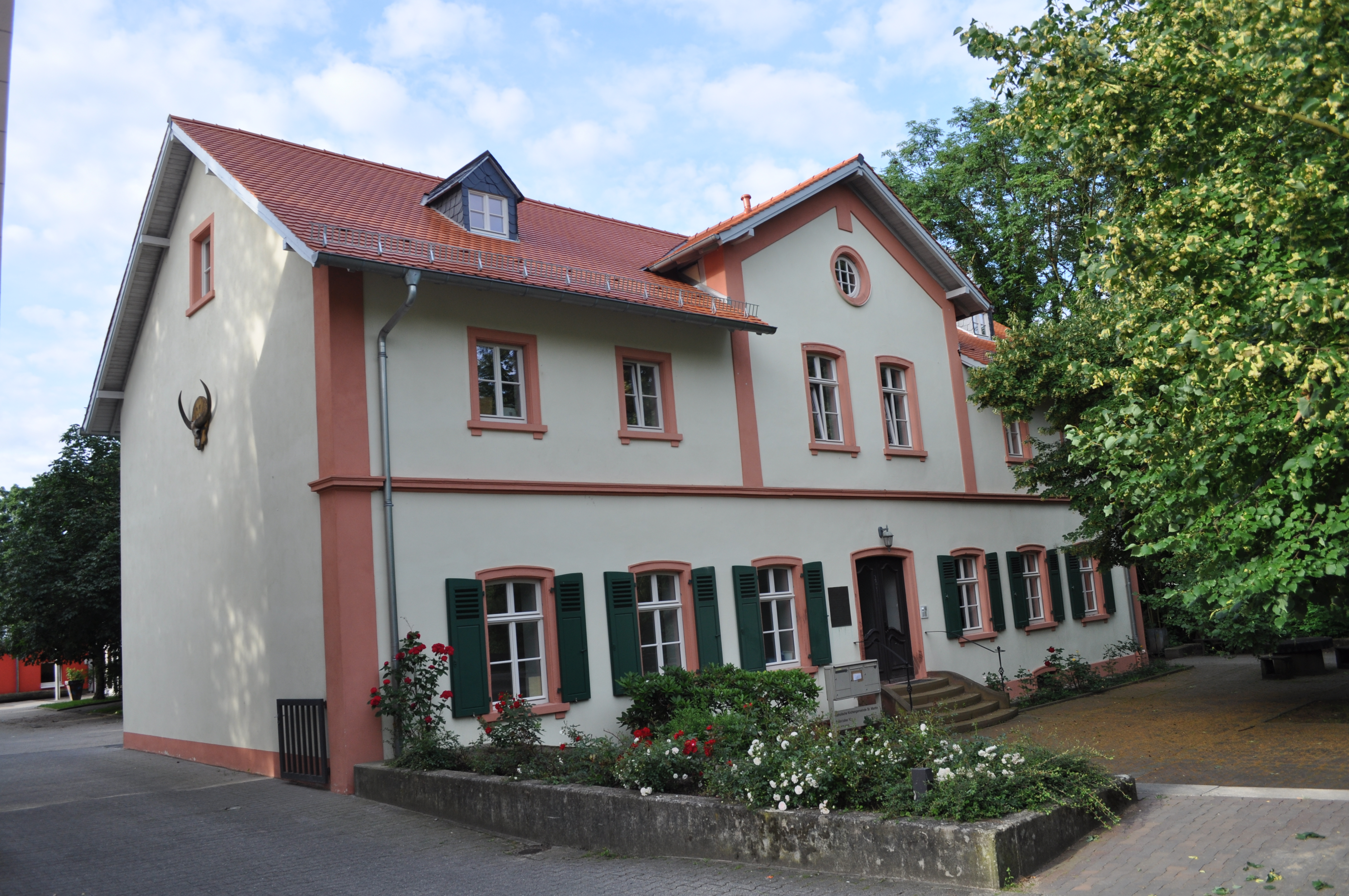
Das vor 1830 in klassizistischem Stil erbaute Gagernhaus

Der Bach zieht nun an der rechts von ihm liegenden Gagernanlage (⊙) vorbei. Ihr gegenüber steht die 1725 erbaute Alte St. Martinskirche (⊙), der Vorgängerbau der neuen Martinkirche, und südwestlich davon das 1830 im klassizistischen Stil erbaute Gagernhaus, das frühere Gesindehaus des Gutes Rotlinthof im Besitz des Freiherrn von Gagern war und seit 1954 von der Martinsgemeinde als Pfarrhaus genutzt wird. Südöstlich davon liegt das seit 1774 bestehende Gasthaus Zum Taunus. Der Liederbach kreuzt nun die Theresenstraße und läuft von Büschen und Bäumen gesäumt parallel zur Feldbergstraße rechts und der Straße In den Bleichwiesen links bis zum Dingesweg. Auf seiner linken Seite liegt dort knapp zweihundert Meter westlich und südlich der Hornauer Straße der 1822 errichtete Friedhof Hornau (⊙). Dort befindet sich die Grabstätte der Familie von Gagern mit elf in zwei Reihen hintereinander stehenden Grabsteinen und Todesdaten von 1824 bis 1880.
Südlich des Dingesweges beginnt der Alte Stadtpark, auch Stadtpark Mühlengrund genannt., den der Bach am mit Streuobstwiesen bedeckten westlichen Hang des Atzelbergs (237 m) vorbei durchläuft. Im Park wechselt er in die Gemarkung von Kelkheim-Mitte über, an der Grenze zweigt nach links der Kleine Mühlgraben ab, während der Liederbach nun an einem auf seiner rechten Seite liegenden kleinen Fischteich vorbeifließt. Am Südausgang des Parkes liegt ebenfalls rechts die Katholische Kindertagesstätte und Krippe St. Franziskus.

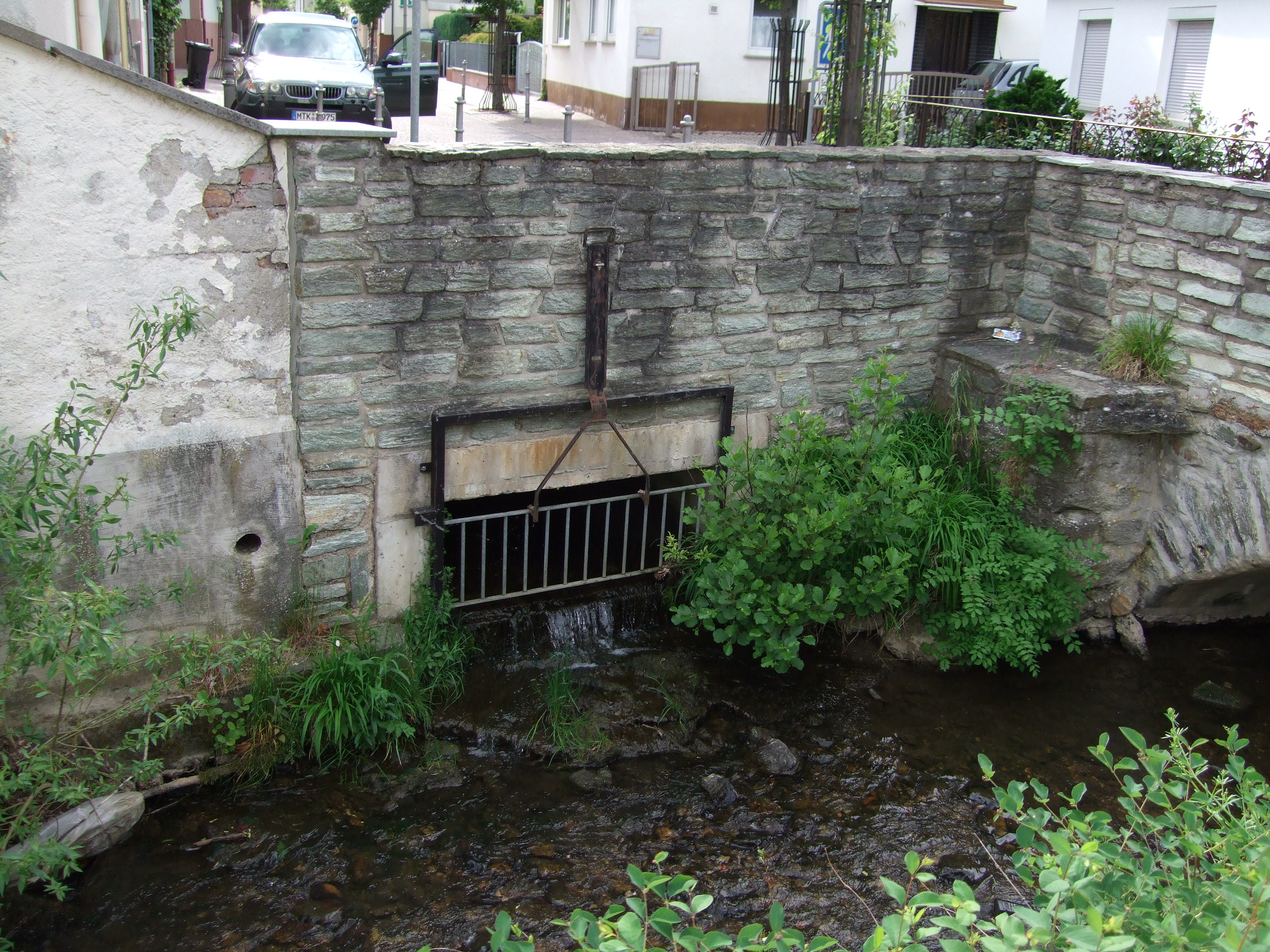
Verdolte Einmündung des Gimbaches in den Liederbach

Danach trennt er, begleitet von dichtem Bewuchs, die Fluren Großer Mühlgrund am rechten und Kleiner Mühlgrund am linken Ufer und quert darauf die Liederbacher Straße. Der vorher dort unterirdisch verrohrt laufende Liederbach wurde im Jahre 2016 wieder freigelegt. Ungefähr zweihundert Meter östlich steht auf dem Mühlberg die 1909 im neuromanischen Baustil erbaute katholische Kloster- und Pfarrkirche St. Franziskus und das dazu gehörende ehemalige Franziskanerkloster. Etwas bachabwärts bei der Mühlstraße 21 stand bis zu ihrem Abriss im Jahre 1965 die Kelkheimer Fingersmühle. Der Bach unterquert nun die Weberstraße und kurz danach die Mühlstraße und läuft dann zwischen dem bachseitig von Ein- oder Zweifamilienhäuser gesäumten Merowingerweg im Westen und der diesem zu mit Doppelhaushälften bebauten Karolingerstraße im Osten in dichtem Gehölz südwärts. Nördlich der Wilhelm-Dichmann-Straße mündet von rechts und unterirdisch verdolt der aus dem Westen heranfließende Gimbach. Gut zweihundert Meter westlich in der Frankfurter Straße 21 befindet sich das Museum Kelkheim mit Exponaten zur Entwicklung des Schreinerhandwerks und der in Kelkheim ansässigen Möbelfirmen.

#### Von der Mündung des Gimbaches bis zur Mündung des Schmiehbaches

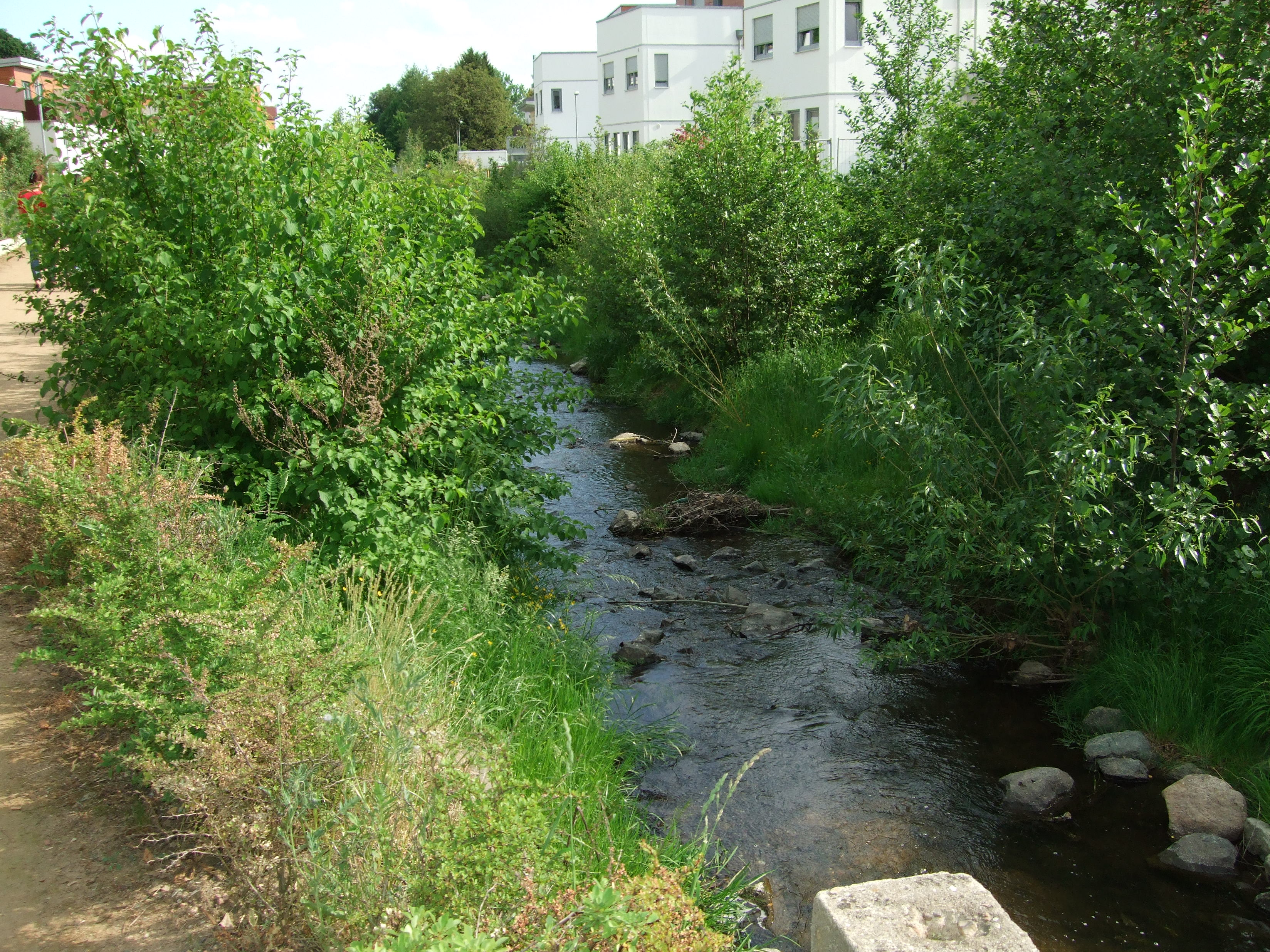
Blick nach Süden bachabwärts: Der Liederbach zwischen der Mühlstraße und der Wilhelm-Dichmann-Straße in Kelkheim

Der Liederbach fließt nun westlich der Wilhelm-Dichmann-Straße südwärts an den dortigen Einkaufsmärkten entlang, wird dann von einer kleinen Holzbrücke überspannt und läuft gleich danach unter der Frankenallee hindurch. Südlich der Allee steht auf der rechten Seite des Baches eine Kinderkrippe, ihr gegenüber liegt neben einer Poststelle der Alte Friedhof. Dort säumen auch beidseits einige der wenigen Hochhäuser von Kelkheim den Bach.
Etwas südlich davon, auf dem Gelände der mittlerweile geschlossenen Gärtnerei Buchsbaum in der Frankenallee 32, stand die ehemalige Kelkheimer Au-Mühle. Der Liederbach schlägt nun einen kleinen Bogen nach rechts und erreicht dann den 2007 fertiggestellten Stadtpark Sindlinger Wiesen.
Dort wurde der Liederbach im 19. Jahrhundert aus seiner Talaue in einen Mühlgraben verlegt, dessen Wasser früher die im Juli 1974 abgerissene Münsterer Mühle antrieb. Da dieser Mühlkanal an einigen Abschnitten zu eng war, trat er bei starken Regenfällen über die Ufer, weshalb der Liederbach im Rahmen der Umgestaltung der Sindlinger Wiesen wieder in sein altes Bett zurückverlegt wurde. Der einstige Mühlgraben fließt heute direkt am Ortsrand an den Häusern entlang, während der Liederbaches mitten durch den Park läuft.
Im Park unterquert der Liederbach zunächst die Kelkheimer Brücke, fließt dann südsüdwestwärts unter der nach der britischen Partnerstadt von Kelkheim benannten High Wycombe Brücke hindurch und wechselt danach über die Stadtteilgrenze von Kelkheim-Mitte nach Münster. Er unterfließt nun die nach der französischen Partnerstadt benannte Saint-Fons-Brücke und läuft dann in der Flur Im Oberen Grund an einem Abenteuerspielplatz mit Bolzplatz und danach an der 1971 eingeweihten Grundschule In den Sindlinger Wiesen vorbei. Anschließend überspannt die Münsterer Brücke seinen Weg durch die für den gesamten Park namengebende Flur Sindlinger Wiesen, er nimmt an der Flur Aufm Brühl den Abfluss des Mühlgrabens wieder auf und verlässt dann den Stadtpark.

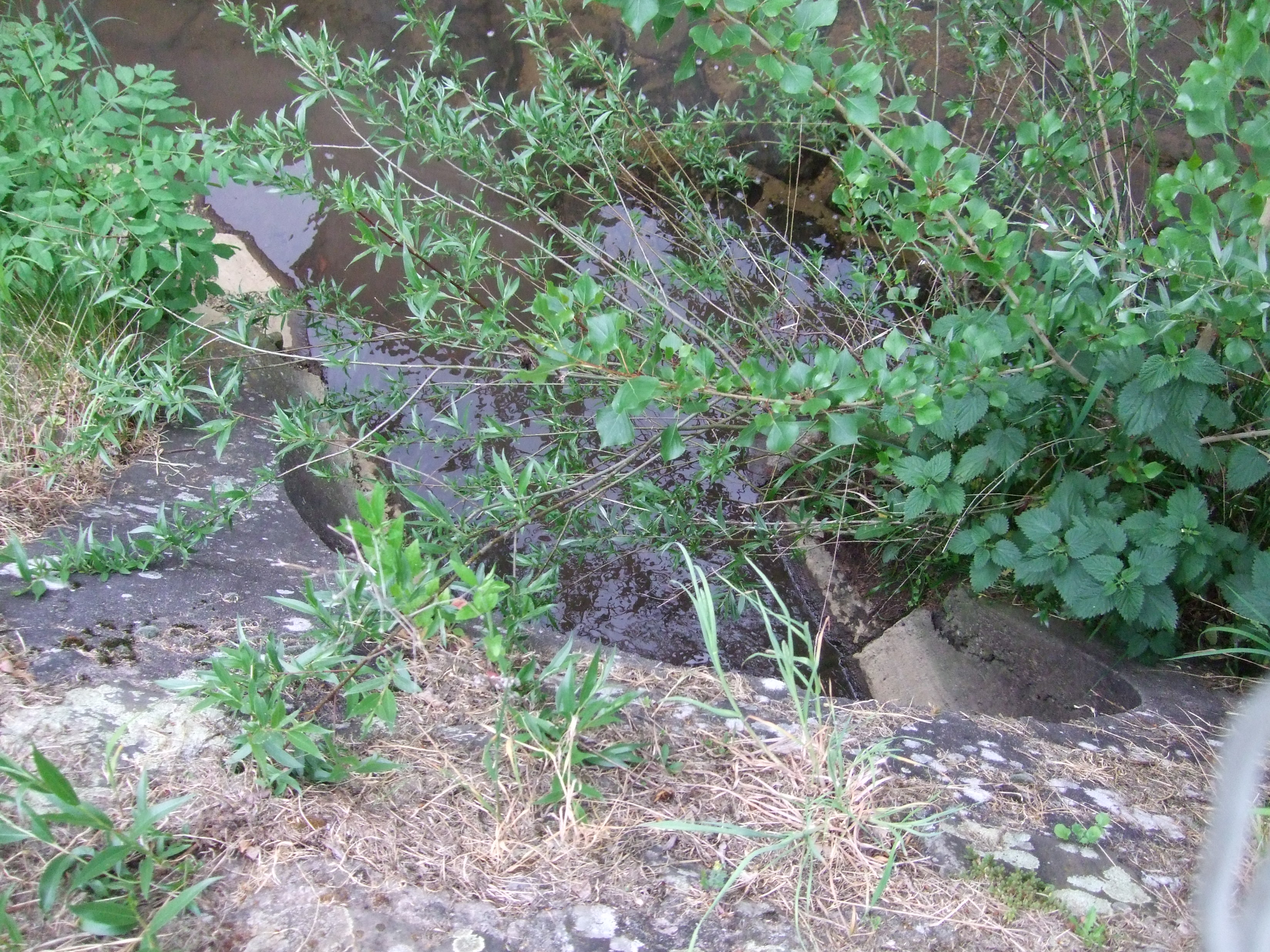
Mündung des Schmiehbaches (aus dem Rohr von unten) in den Liederbach

Er quert nun die L 3014 (Frankfurter Straße), läuft dann begleitet von dichtem Ufergehölz in fast westlicher Richtung gut zweihundert Meter an der Südseite dieser Straße entlang und kreuzt danach die L 3016 (Königsteiner Straße). Knapp zweihundert Meter südlich steht dort die von 1807 bis 1811 nach Plänen des klassizistischen Baumeisters Joh. Christian Zais erbaute Katholische Pfarrkirche St. Dionysius., gut vierzig Meter weiter westlich das 1789 von Maria Theresia Freifräulein von Bettendorf ursprünglich als Wohnhaus eines Hofgutes errichtete ehemalige Rat- und Schulhaus der Gemeinde Münster; heute wird im Gebäude ein Restaurant betrieben.
Nach weiteren zweihundert Meter wechselt der Liederbach seine Fließrichtung nach Westsüdwesten und läuft dann in der Flur Krautgärten südlich des Wirtschaftswegs Der alte Bachweg an den Anlagen des nach der Flur benannten Kleingartenvereins entlang. Auf der anderen Seite des Weges liegt die Flur An der alten Bach, in der eine Kläranlage mit einem Klärteich liegt. Der Bach unterquert die Bundesstraße 519, verlässt gleich darauf die Gemarkung von Münster und wechselt über auf das Gebiet des Liederbacher Ortsteiles Niederhofheim.
Zwischen der Fluren Auf der alten Bach und dann Auf dem Gehrn im Norden und der Flur Auf dem Pflänzer im Süden zieht der Bach durch Ackerland und wird nördlich des Weges Auf dem Pflänzer auf seiner linken Seite verstärkt durch den Zufluss des von Nordnordosten kommenden Schmiehbachs.

#### Von der Mündung des Schmiehbaches bis zur Mündung des Augrabens

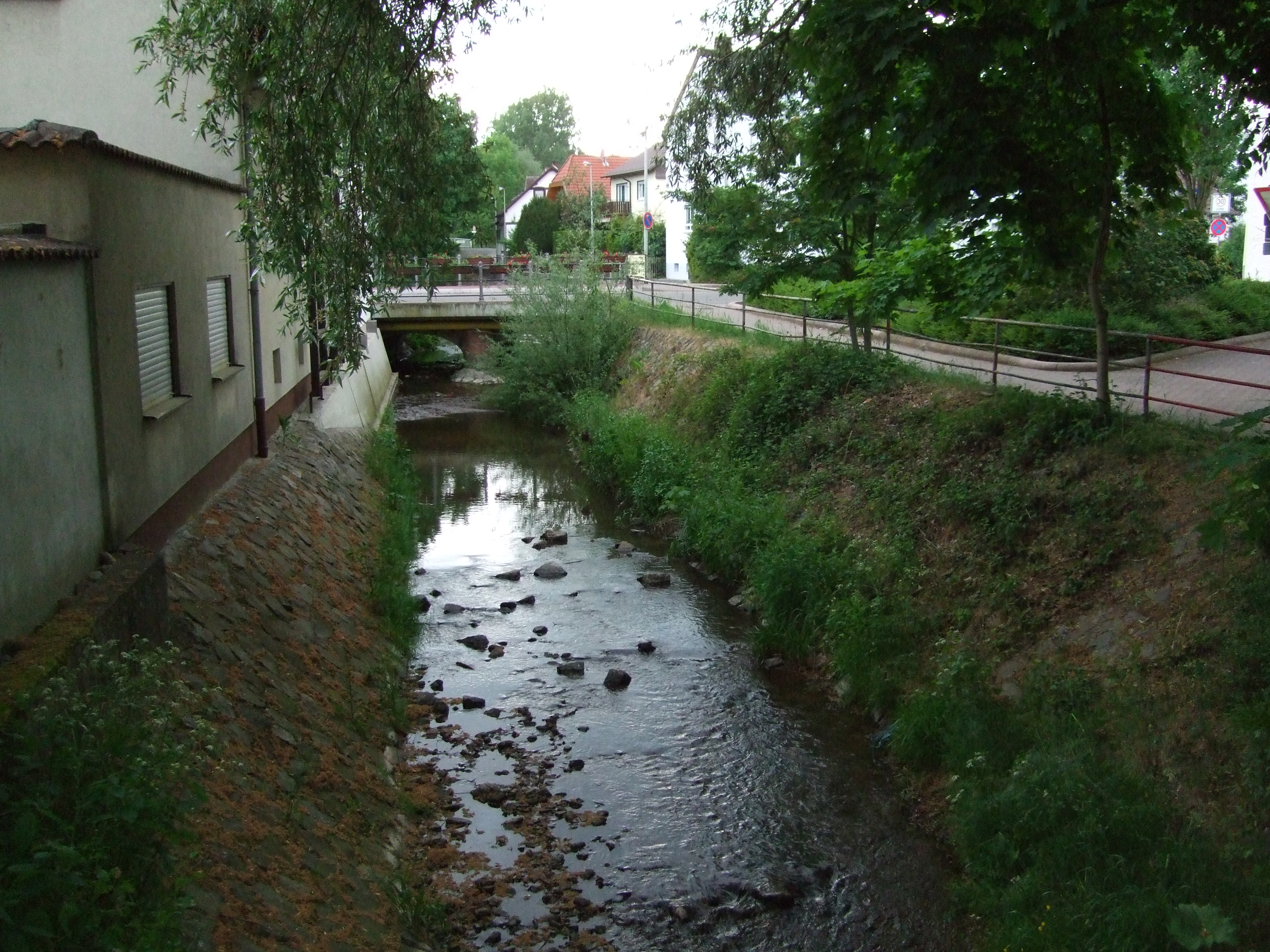
Blick nach Osten (bachaufwärts): Der Liederbach in Niederhofheim, hinten bei der Brücke (Straße Alt Niederhofheim) mündet der Schmiehbach

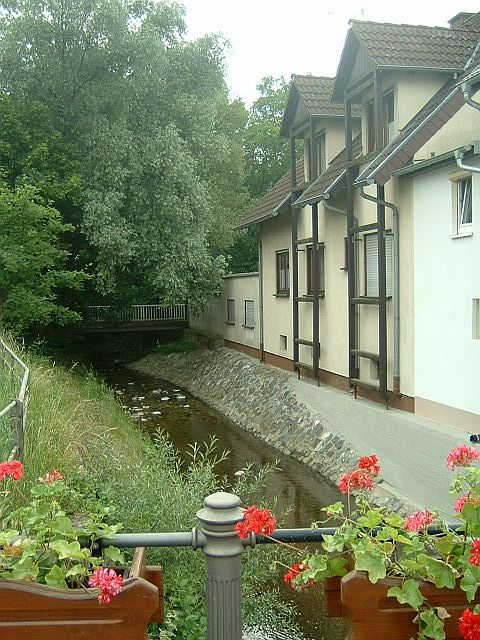
Unter dem Namen Braubach unterquert der Liederbach die Hauptstraße des Ortes Liederbach (Die Aufnahme entstand auf der Brücke von der Hauptstraße)

Der Liederbach erreicht nun das Weichbild von Niederhofheim, fließt südlich der Staufenstraße am auf seiner rechten Seite liegenden alten Ortskern des Wegedorfes entlang und unterquert danach die Straße Altniederhofheim. Knapp 40 Meter südlich der Brücke steht der stattliche Fachwerksbau des Historischen Gasthauses Rudolph aus der zweiten Hälfte des 18. Jahrhunderts. Der Bach schlägt nun südlich der Straße Die Braubach bei der Flur Wiesen vorm Dorf einen kleinen Bogen nach rechts. Der Straßenname Die Braubach und der Flurname Auf der Braubach deuten darauf hin, dass der Liederbach dort einst Braubach genannt wurde. Er betritt nun den etwa 26 Hektar großen Kulturlandschaftsraum Grüne Mitte der Gemeinde Liederbach und läuft dann westlich der Straße Die Braubach in fast südlicher Richtung durch die Wiesen und Felder der Flur Auf der Braubach. Bei der Flur Auf der Braubach unterfließt er die Braubachbrücke, läuft dann nördlich der Straße Im Stelzengarten westsüdwestwärts, auf seiner rechten Seite an Häusern, links an Grünland entlang, und berührt danach bei der Flur Im Märzborn in dessen Norden den Niederhofheimer Friedhof.
Der Bach läuft weiter zwischen den Fluren Kappwiesen im Norden und In der Steif im Süden durch die Äcker, Weiden, Kleingärten und Sportanlagen der Grünen Mitte und quert dort die Gemarkungsgrenze von Niederhofheim nach Oberliederbach. Nördlich der Kappwiesen liegen die Sportanlagen der S.G. Oberliederbach und die Liederbacher Schule. Der Bach schlängelt sich nun zwischen der Flur Auf der Dörrseit aus seiner linken Seite und der Flur Hinter den Eichen auf der rechten durch eine Wiesenlandschaft. Der letztgenannte Flurname erinnert an die ehemalige Gemarkung und heutige Hofwüstung des Ortes Eichen, der zwischen Niederhofheim und Oberliederbach lag.
Nördlich des Liederbacher Rathauses verlässt er die Grüne Mitte, quert die Straße In den Eichen und läuft danach südlich der Straße Im Steingarten durch Oberliederbach. Er kreuzt die Sulzbacher Straße und zieht in der Flur Wikerten am Nordrand des alten Ortskerns von Oberliederbach an der Nordseite der Straße Am Bach in einem schmalen Grünstreifen ostwärts durch Wiesen und Weiden sowie Nutz- und Freizeitgärten. Gut hundert Meter nördlich liegt dort der Ursprung des Augrabens.

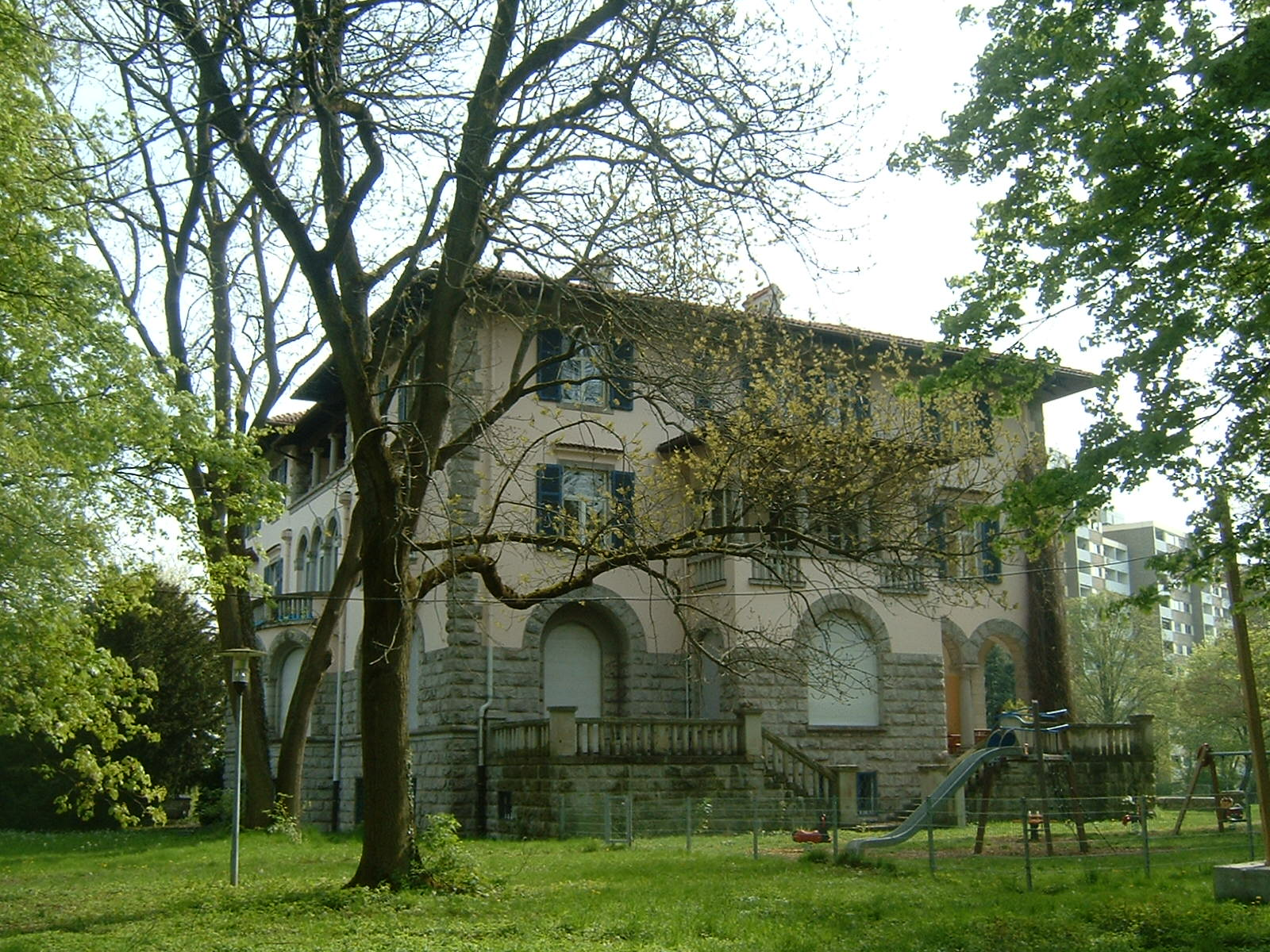
Das Karl-Winnacker-Haus in Oberliederbach

Der Liederbach fließt nun an der Seniorenresidenz AWO Haus am Park Liederbach der Arbeiterwohlfahrt vorbei. Südlich des Pflegeheims liegt der vom Frankfurter Landschaftsgärtner Franz Heinrich Siesmayer von Ende der 1860er bis Mitte der 1870er im Stile eines Englischen Landschaftsgartens gestaltete ehemalige Dietel'sche Park, der heutige Park Oberliederbach. Der Bach kreuzt die Straße An den Hofgärten und fließt dann am 1911/12 erbauten und architektonisch an oberitalienische Renaissancevillen angelehnten Karl-Winnacker-Haus vorbei, in welchem heute die Wirtschafts- und Handelsabteilung des Generalkonsulats der Volksrepublik China ihren Sitz hat. Ab der Flur Beim Wehr läuft er südsüdwestwärts und passiert dann in der Flur Hofgärten ein paar Hochhäuser auf seiner linken Seite. Etwas bachabwärts in der Höchster Straße 21–23 stehen noch heute die Gebäude der ehemaligen Untermühle.
Er unterfließt nun einen kleinen Steg, der die Straße An der Untermühle mit der Höchster Straße (L 3016) verbindet und unterquert anschließend die Straße Am Wehr. Etwa zweihundert Meter südlich davon liegt der Haltepunkt Liederbach Süd der Königsteiner Bahn. Der Bach schlängelt sich dann begleitet von einem Gehölzstreifen nördlich der Höchster Straße zwischen der Flur Kellerwiesen am Bach im Norden und der Flur Auf dem Höchster Weg im Süden durch die Felder einer intensiv landwirtschaftlich genutzten Zone. Südlich der Höchster Straße liegt das Gewerbegebiet an der Höchster Straße und jenseits der Gleisanlagen der Königsteiner Bahn stehen die Werksanlagen der Coca-Cola European Partners Deutschland GmbH, die dort ihren Hauptsitz für das Verkaufsgebiet der Region Südwest hat.
Nach ungefähr vierhundert Metern erreicht der Liederbach bei der Flur Schafwiesen die Kreisgrenze des Main-Taunus-Kreises zur kreisfreien Stadt Frankfurt. Nördlich des Baches liegt ein kleines Klärwerk mit Klärteich und etwa vierhundert Meter südlich liegen die Reitanlagen des Hofgutes Liederbach. Der Bach läuft dann ostnordostwärts entlang der Kreisgrenze zwischen den fast gleichnamigen Fluren In den Buchenwiesen auf der Liederbacher und In den Buchenswiesen auf der Frankfurter Seite und wird dann auf seiner linken Seite zunächst von einem kleinen Feldgraben und gleich danach auf derselben Seite vom Augraben gespeist. Etwa dreihundert Meter nördlich der Zumündung liegen die Überreste eines Gutshofes aus der Römerzeit und gut einen halben Kilometer östlich das 1964 eröffnete Main-Taunus-Zentrum, das erste nach amerikanischem Vorbild erbaute Einkaufszentrum in Deutschland.

#### Von der Mündung des Augrabens bis zu seiner Mündung in den Main

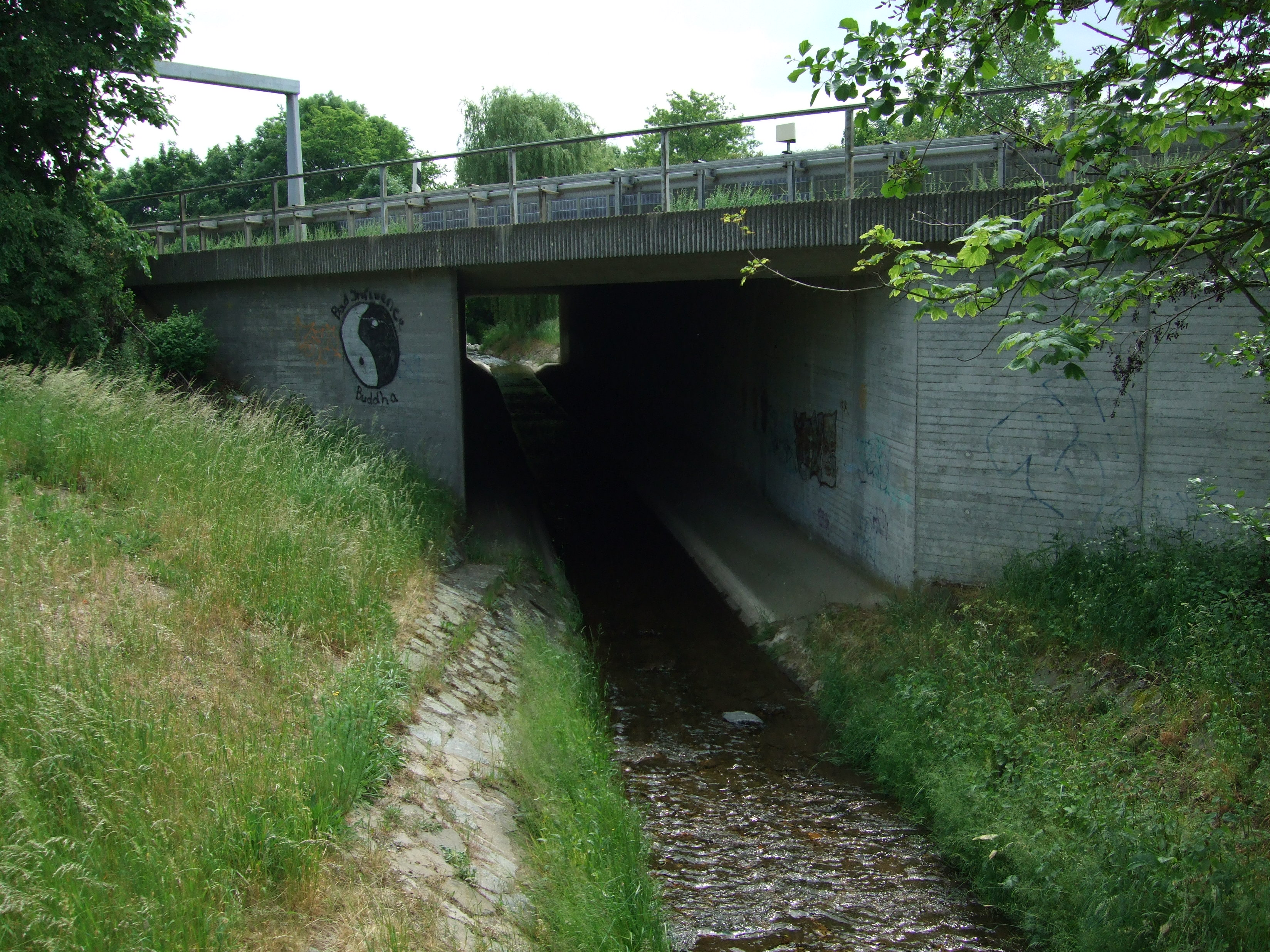
Blick nach Süden: Der Liederbachtunnel unter der A 66

Der Liederbach verlässt nun endgültig den Main-Taunus-Kreis, fließt auf der Gemarkung des Frankfurter Stadtteils Unterliederbach zwischen den zum Landschaftsschutzgebiet Frankfurter Grüngürtel gehörenden Fluren In der Saalheck und In der Buchenswiese südostwärts durch Felder und Wiesen und mäandert dann ostwärts erst durch die Flur In der Au, anschließend durch die Flur Auf dem Augraben. Er dreht danach mehr und mehr nach Südosten und läuft weiter durch die Äcker, Hecken und Wiesen der Flur Hinter Eichen. Bei der Flur Am Wehr ging einst links ein kleiner Mühlgraben ab, der früher die Räder der Obermühle, auch Blechers Mühle oder Kneiselsmühle genannt, in Bewegung setzte. Der Bach zieht nun ostwärts zwischen der Flur Auf der großen Wies im Süden und der Flur Bei der Mühl im Norden an Nutzgärten vorbei und unterquert dann knapp zweihundert Meter westsüdwestlich des alten Unterliederbacher Friedhofes die A 66. Jenseits läuft er durch die Ortslage von Unterliederbach. Früher zweigte dort rechts ein weiterer Mühlgraben ab, welcher im Westen den alten Ortskern von Unterliederbach umfloss und die 1675 errichtete Untermühle antrieb.

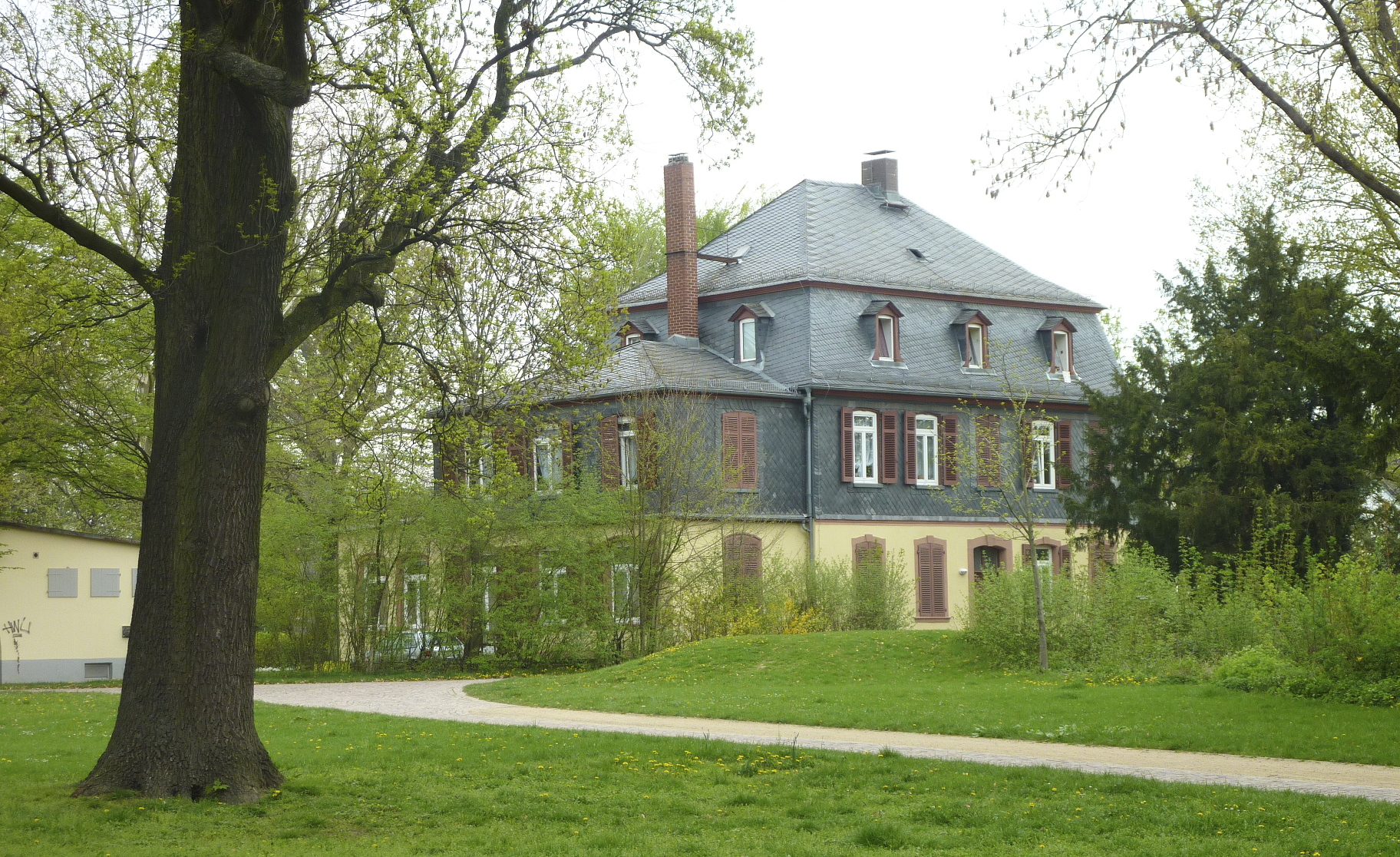
Die Graubner’sche Villa im Park, Ansicht von Südosten

Der Liederbach läuft nun durch die Ortslage von Unterliederbach in südöstlicher Richtung linksseits der Liederbacher Straße an Ein- und Zweifamilienhäusern vorbei. Etwas weiter südlich jenseits der Häuserzeile liegt die in der Zeit von 1955 bis 1960 erbaute Siedlung Ibellstraße/Ludwig-Hensler-Straße mit ihren Reihenhäusern, während auf der anderen Seite des Baches die Turnhalle der TG Unterliederbach 1887 e. V. sowie eine Tennishalle stehen. Der Bach unterquert nun die massive, um etwa 1800 erbaute Liederbachbrücke, die den Geißspitzweg mit der Liederbacher Straße verbindet. Südlich der Brücke liegt der Anfang des 19. Jahrhunderts errichtete ehemalige Graubnerpark mit der Graubner’sche Villa aus dem 18. Jahrhundert. In einem kleinen Bogen umfließt der Liederbach, begleitet auf seiner linken Seite vom Astronomenweg, im Osten den alten Ortskern. Darin steht etwa hundert Meter vom Bach entfernt in der Heugasse 1 die 1716 erbaute alte evangelische Dorfkirche Unterliederbach, eine barocke Saalkirche mit einem dreiseitigen Chorschluss, sowie einige sehenswerte alte Fachwerkhäuser. Der Bach fließt nun östlich an dem historischen, seit 1581 zunächst als Postkutschenstation und erst später als Gasthof fungierenden Gästehaus Zum Goldenen Löwen vorbei und wird dann gut fünfzig Meter westlich der kaufmännischen Fachoberschule Ludwig-Erhard von der Hunsrückstraße und wenig danach von der Wasgaustraße gekreuzt. Südlich der Wasgaustraße stehen auf seiner rechten Seite einige Hochhäuser.

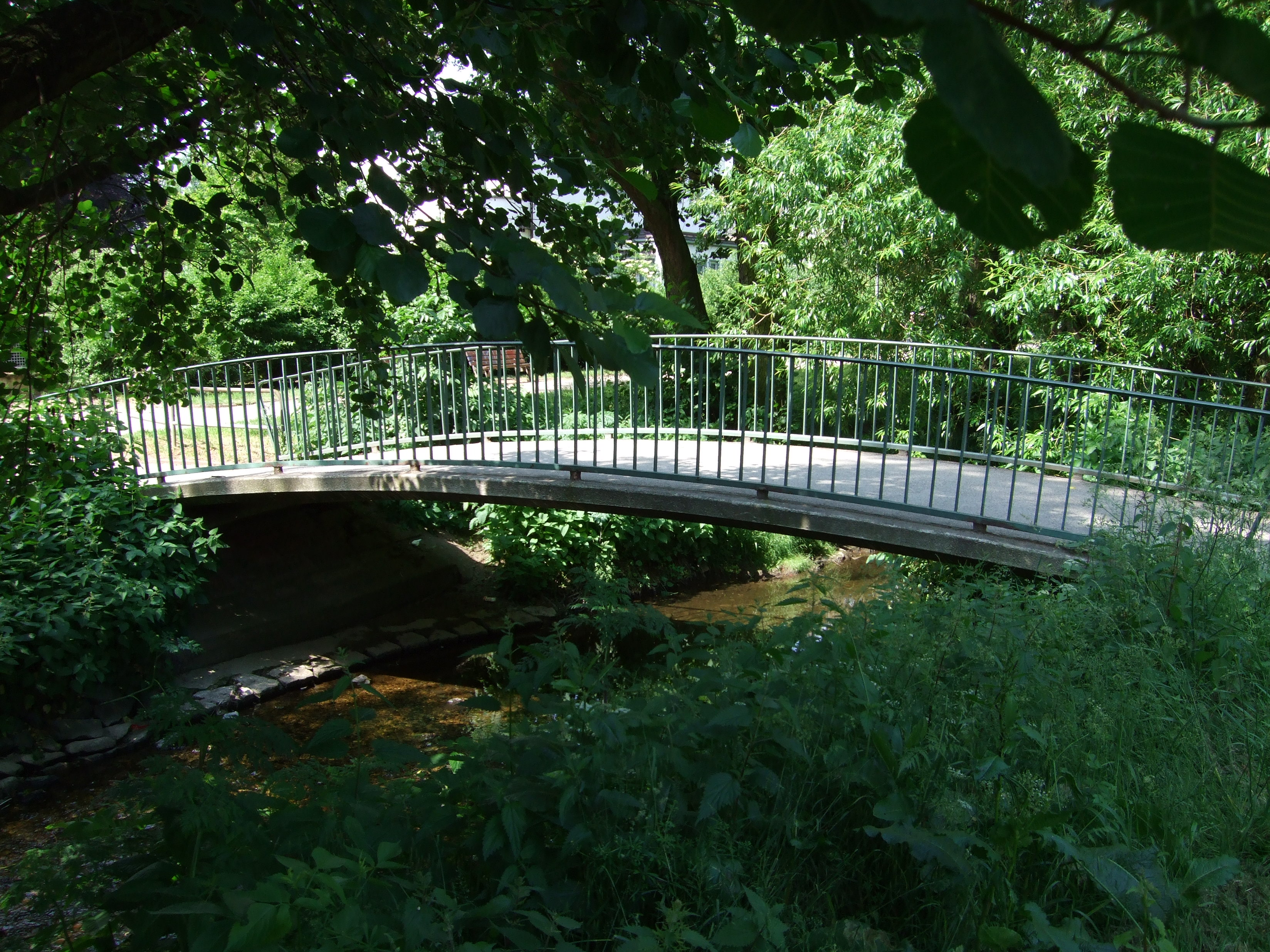
Eine Brücke über den Liederbach verbindet den Astronomenweg mit dem Philosophenweg

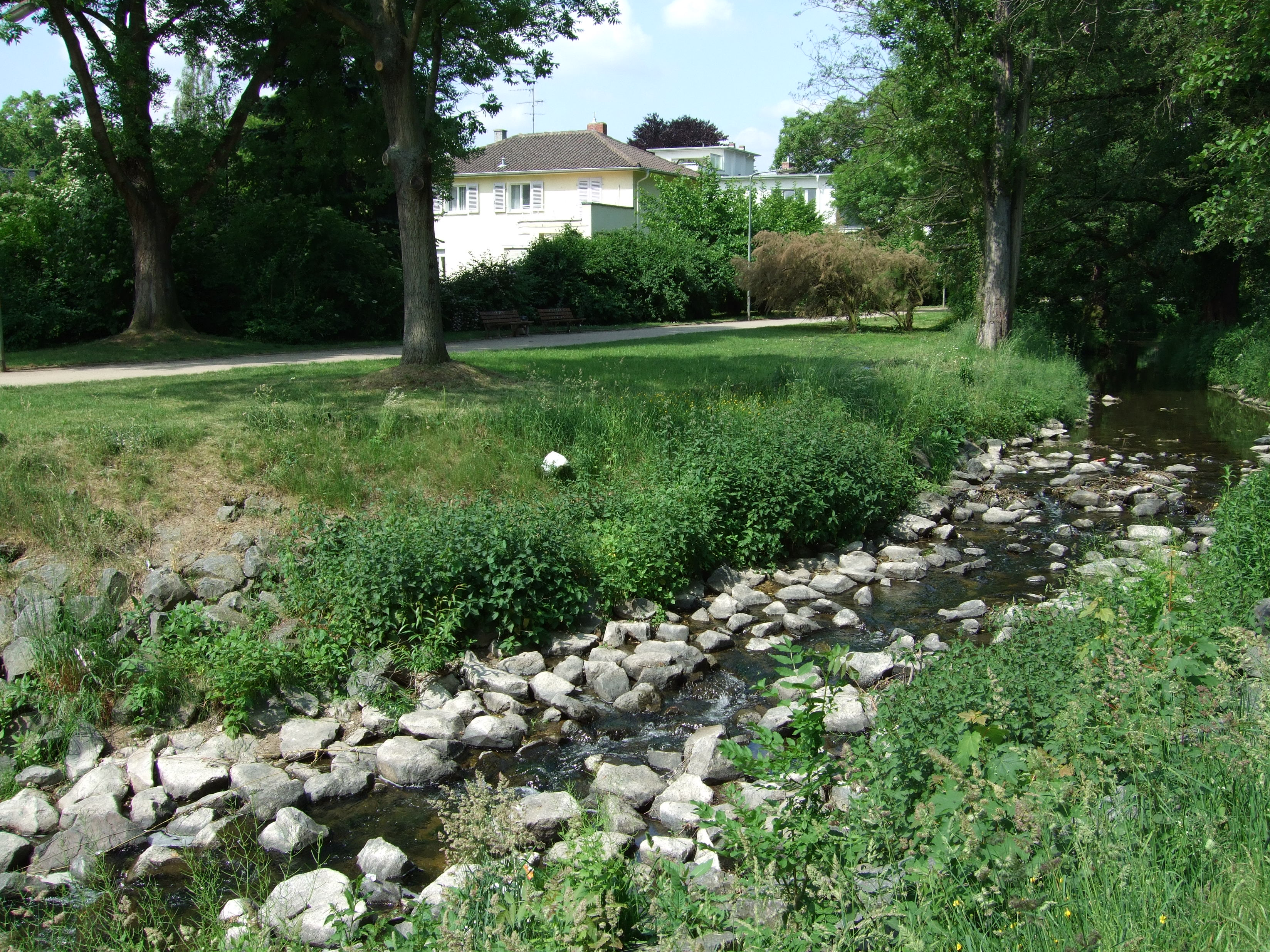
Blick von der linken Seite nach Westen: Der Liederbach mit rauer Sohlrampe

Ab dem Steg von der Pfälzer Straße herüber wird der Liederbach auf seiner rechten Seite vom Philosophenweg begleitet. Bald zieht er an der in den 60er Jahren erstellten evangelischen Stephanuskirche auf seiner Rechten und anschließend an einem Hochhaus auf seiner Linken vorbei. Er läuft danach durch einen Grünstreifen an den Reihenhäusern der in Zeit von 1934 bis 1961 erbauten Siedlung Liederbacher Straße/Johannisallee entlang. Kurz vor der Peter-Bied-Straße wurde 2004 ein treppenförmiger Sohlabsturz zu einer rauen Sohlrampe mit Blöcken, Schotter und Steinen umgebaut.
Der Liederbach überschreitet dort die Gemarkungsgrenze von Unterliederbach nach Höchst. Einst zweigte dort auf der linken Seite ein Mühlgraben ab, der im Bereich des heutigen Marktplatzes die Schleifermühle und am Ostrand von Althöchst die Mainmühle antrieb. Der Bach unterquert nun die Peter-Bied-Straße und fließt dann in südlicher Richtung zunächst an der 1843 gegründeten Leibnizschule, dann an der Koreanische Schule in Frankfurt/M. e. V. und an der Neuapostolischen Kirche Gemeinde Frankfurt-Höchst vorbei. Er kreuzt danach die Gebeschussstraße und passiert das DRK-Zentrum Frankfurt Höchst. Westlich des Höchster Bahnhofs unterquert er im sogenannten Liederbach-Tunnel, welcher durch den Mordfall Tristan Bekanntheit erlangte, die Gleisanlagen. Er knickt nun scharf nach Westsüdwesten ab, läuft dann südlich an den Gleisanlagen entlang und kreuzt danach die Liederbacher Straße. Er quert nun in fast südlicher Richtung die Hoechster Farbenstraße/Leunastraße.

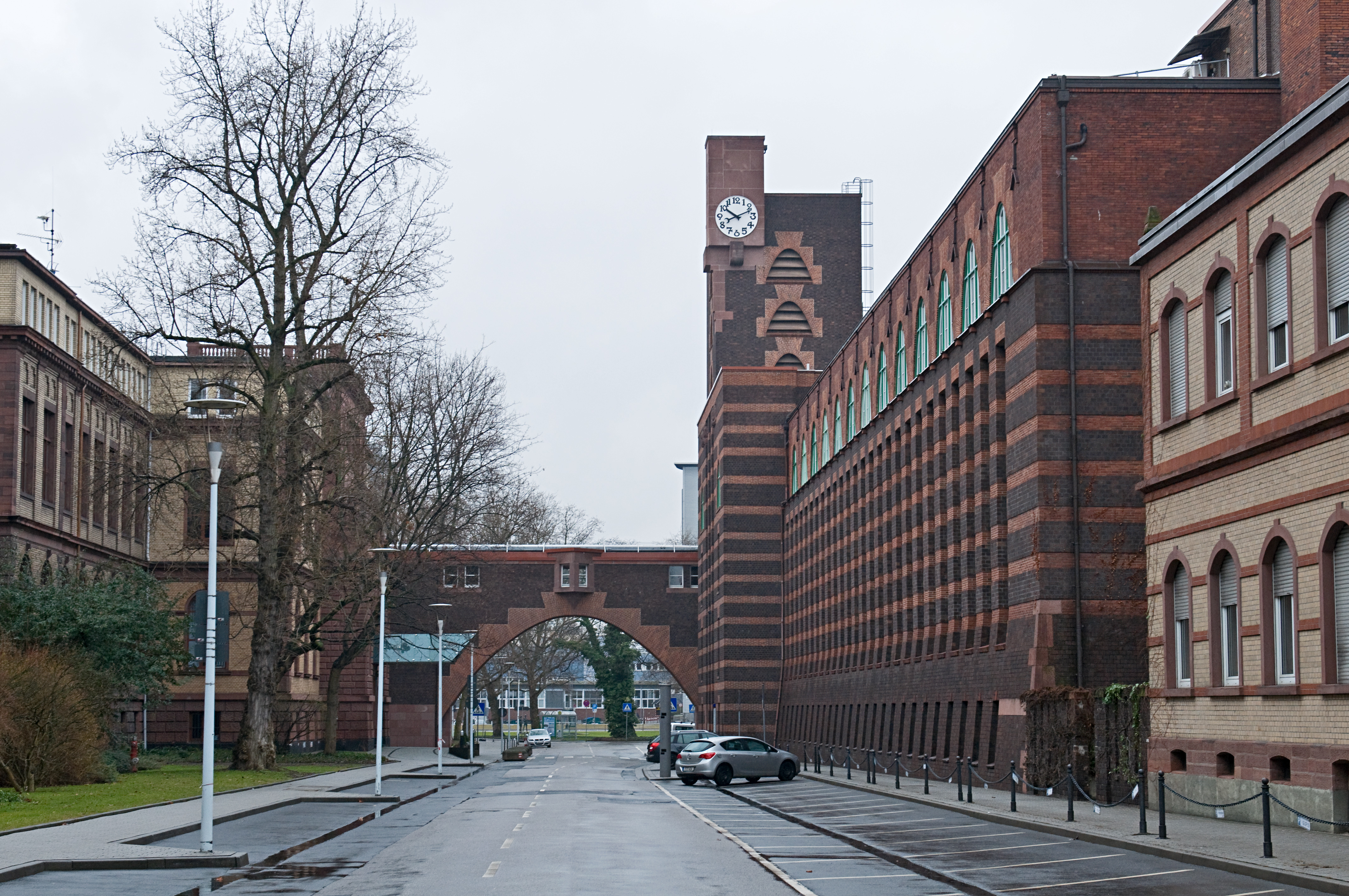
Blick von Osten auf das ehemalige Vorstandsgebäude der früheren Hoechst AG und den Behrensbau mit Brücke und Turm

Der Bach betritt dort das Areal des 1998 auf dem Werksgelände der ehemaligen Farbwerke Hoechst AG errichteten, etwa vier Quadratkilometer großen Industrieparks Höchst. Ab hier verläuft der Liederbach in einem mehrere Meter eingetieften künstlichen Gerinne mit betonierter Böschung. Diese Mulde soll verhindern, dass bei einem Extremhochwasser des Mains das Industriegeländes durch den Rückstau des Liederbaches überflutet wird. Der Liederbach überquert nun den Campus der Provadis-Gruppe. Östlich davon steht der in den 1970er Jahren zum Kulturhaus umgebaute Leunabunker. Die Provadis School of International Management and Technology wurde 2003 als eine der ersten privaten Hochschulen in Deutschland mit einem internationalen Bachelorprogramm staatlich anerkannt. Sie hat sich auf berufsbegleitende und duale Studiengänge für Berufstätige und Abiturienten spezialisiert.

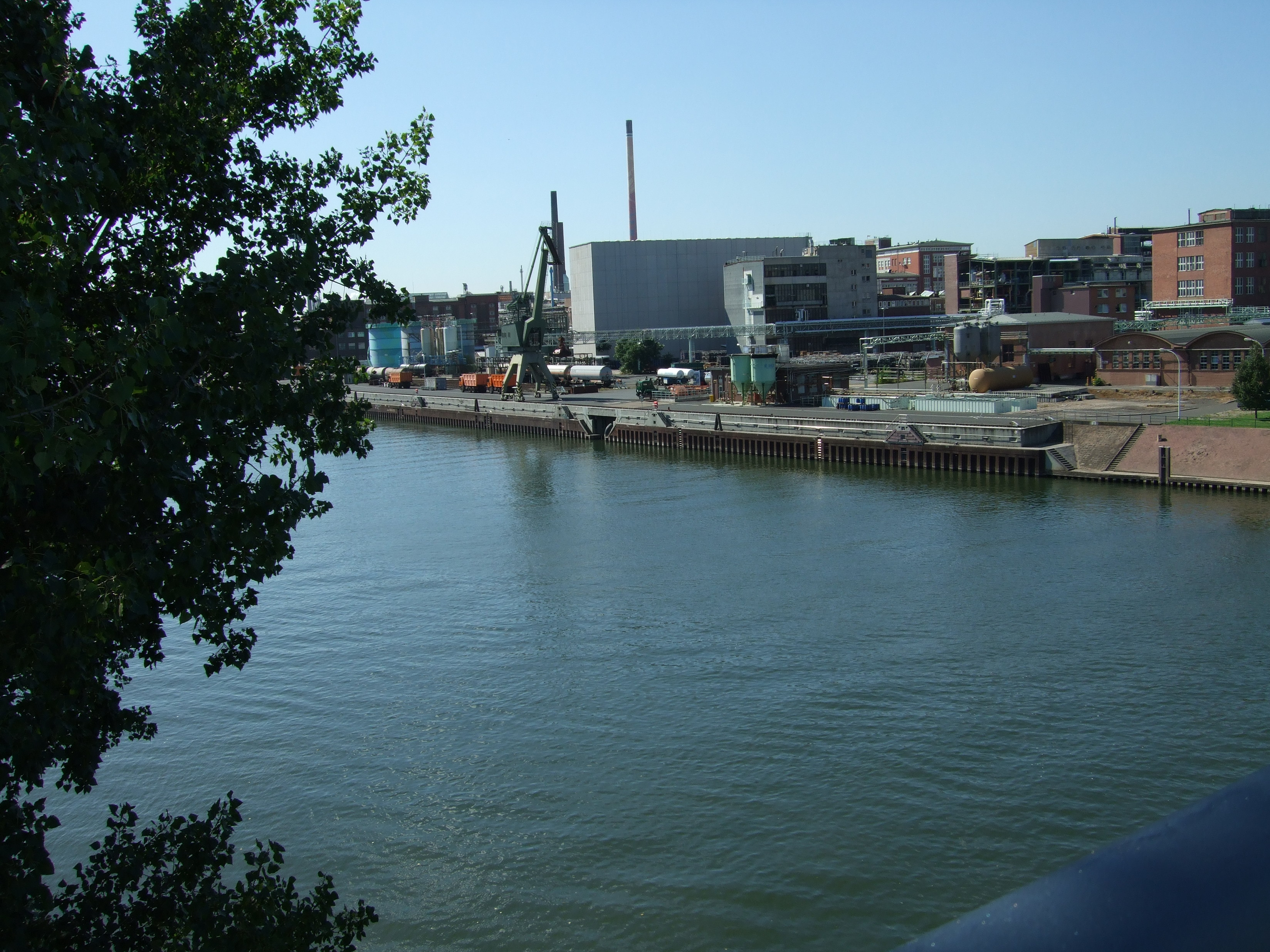
Blick von der Leunabrücke: Mündung des Liederbaches
(unterhalb und rechts des Krans)

Unter dem Gebäude C820, dem Besucherempfang am Tor Ost des Industrieparks, verschwindet der Liederbach verrohrt in den Untergrund und unterquert danach die Brüningstraße. Gut zweihundert Meter westlich von Tor Ost steht der denkmalgeschützte, zwischen 1920 und 1924 errichtete Behrensbau, ein expressionistisches Bürogebäude des Architekten Peter Behrens.
Der Liederbach fließt nach etwa hundert Metern wieder offen, wechselt seine Laufrichtung kurz nach Westnordwesten und läuft gut hundert Meter südlich am Gebäude des Arbeitsmedizinisches Zentrums (AMZ) entlang. Dann dreht er nach Südsüdosten ab, unterquert noch drei Werksstraßen und Bahngleise und mündet schließlich nach einem Lauf von knapp sechzehn Kilometer auf einer Höhe von 93 m verdolt knapp zweihundert Meter westlich der Leunabrücke bei Fluss-KM 24,1 von rechts in den aus Nordosten heranziehenden Main.

### Einzugsgebiet

#### Allgemeines
Der Liederbachs entwässert sein 37,51 km² großes Einzugsgebiet über den Main und den Rhein zur Nordsee.
Es wird amtlicherseits in fünf Teileinzugsgebiete gegliedert.
Teileinzugsgebiete
| Name        | Gebiets- kennziffer | Bereich                                                                      | EZG [km²] | EZG inkl. Oberlieger [km²] | Bemerkungen |
| Reichenbach | 24921               | von den Quellen bis zum Zusammenfluss mit dem Rombach                        | 8,206     |                            |             |
| Rombach     | 24922               | von den Quellen bis zum Zusammenfluss mit dem Reichenbach                    | 4,430     |                            |             |
| Liederbach  | 24923               | vom Zusammenfluss Rombach/Reichenbach bis unterhalb Mündung des Braubaches   | 5,752     | 18,387                     |             |
| Liederbach  | 24925               | von unterhalb Mündung des Braubaches bis unterhalb Mündung des Schmiehbaches | 12,415    | 30,803                     |             |
| Liederbach  | 24929               | von unterhalb Mündung des Schmiehbaches bis zur Mündung in den Main          | 6,679     | 37,481                     |             |

#### Nachbargewässer
Das Einzugsgebiet grenzt grob gesehen im Norden an das Einzugsgebiet der Lahn, im Nordosten und Osten an das der Nidda  und im Westen und Nordwesten an das des Schwarzbachs.
Schematische Übersicht der Nachbargewässer
| Emsbach EZG: 322 km² → Lahn     | Weil EZG: 248 km² → Lahn                    | Urselbach EZG: 33 km² → Nidda |
| Schwarzbach EZG: 135 km² → Main | Kompassrose, die auf Nachbargemeinden zeigt | Sulzbach EZG: 33 km² → Nidda  |
| Welschgraben → Main             | Main                                        |                               |

Das Einzugsgebiet des Liederbachs grenzt im Uhrzeigersinn
- im Norden im Bereich des Kleinen Feldbergs bei der Wasserscheide zur Lahn über seine Quellbäche Rom- und Reichenbach  an das der Weil und daran anschließend zwischen dem Großen Feldberg und dem Altkönig grenzt das des Reichenbachs an das Gebiet des Haidtränkebachs, der einer der mehreren Quellbäche des in die Nidda mündenden Urselbachs ist. Auf dem Gipfelpunkt des Altkönigs berührt dann das Bachgebiet des linken Reichenbachzuflusses Treisbornbach das des Hohwiesenbachs, der über den Westerbach in die Nidda entwässert.
- im Nordosten zwischen Altkönig und Falkenstein über das des Reichenbachs zunächst an den Bereich des Schönberger Bachs, der der linke Oberlauf und hydrologischen Hauptstrang des oben genannten Westerbachs ist und anschließend an das Gebiet von dessen rechtem Oberlauf Winkelbach. Etwas südlich davon im Osten von Königstein und nordwestlich des Hardtbergs (408,7 m) konkurriert der Rentbach, der über Sauerbornsbach,  Schwalbach und Sulzbach in die Nidda entwässert. Etwas südlich davon grenzt dann das Gebiet des linken Sauerbornbachoberlaufes Hollerbornbach an das des Reichenbachs.  Danach grenzt im Südosten von Königstein das des Waldbachs, der der rechte Quellbach des Schwalbachs ist, nunmehr direkt an das Einzugsgebiet  des Liederbach an.
- im Osten zwischen der Johanniswald-Siedlung und Altenhain an das des Sulzbaches und dann südlich von Altenhain indirekt über den Schmiehbach an das der kleinen und rechtsseitigen  Sulzbachzuflüsse Kahlbach und Mailborn.

#### Naturräume
Das Einzugsgebiet des Liederbachs liegt in den folgenden Naturräumen.
| Nummer  | Teileinheit                         | Flächen- größe [km²] | Haupteinheit       | Haupteinheiten gruppe | Bach- system                                                              | Bemerkung |
| ------- | ----------------------------------- | -------------------- | ------------------ | --------------------- | ------------------------------------------------------------------------- | --------- |
| 301.3   | Feldberg-Taunuskamm                 | 96,95                | Hoher Taunus       | Taunus                | Reichenbach Rombach Treisbornbach                                         |           |
| 300.10  | Eppsteiner Horst                    | 82,98                | Vortaunus          | Taunus                | Gimbach                                                                   |           |
| 300.11  | Hornauer Bucht                      | 18,68                | Vortaunus          | Taunus                | Reichenbach Rombach Treisbornbach Liederbach Braubach Gimbach Schmiehbach |           |
| 300.20  | Königsteiner Taunusfuß              | 18,29                | Vortaunus          | Taunus                | Reichenbach Schmiehbach                                                   |           |
| 235.1   | Nordöstliches Main-Taunusvorland    | 169,04               | Main-Taunusvorland | Rhein-Main-Tiefland   | Liederbach Schmiehbach                                                    |           |
| 232.100 | Flörsheim-Griesheimer Mainniederung | 89,00                | Untermainebene     | Rhein-Main-Tiefland   | Liederbach                                                                |           |

#### Berge und Anhöhen
Hier werden alle Berge oder Anhöhen > 300 m genannt
| Name                 | Höhe (m) | Naturraum              | Gemarkung                   | Entfernung (m) | Gewässer (EZG)                                                  | Bemerkungen | Bild |
| -------------------- | -------- | ---------------------- | --------------------------- | -------------- | --------------------------------------------------------------- | --- | ---- |
| Kleiner Feldberg     | 825,20   | Feldberg-Taunuskamm    | Glashütten                  | 957            | Reichenbach Rombach Emsbach Weil Hermannsborn Maßborn           | Taunusobservatorium; nahe: Obergermanisch-Raetischer Limes mit Römischen Militärlager Kastell Kleiner Feldberg |      |
| Altkönig             | 798,20   | Feldberg-Taunuskamm    | Falkenstein Kronberg        | 855            | Treisbornbach Maßborn Stuhlbergbach Schönberger Bach Winkelbach | Ringwall Altkönig                                                                                              |      |
| Döngesberg           | 689,00   | Feldberg-Taunuskamm    | Kronberg                    |                | Treisbornbach Schönberger Bach Winkelbach                       | Südsporn des Altkönigs                                                                                         |      |
| Fuchsstein           | 625,00   | Feldberg-Taunuskamm    | Falkenstein                 |                | Reichenbach                                                     | |      |
| Franzkopf            | 618,00   | Feldberg-Taunuskamm    | Falkenstein                 |                | Reichenbach Treisbornbach                                       | |      |
| Steinkopf            | 569,80   | Feldberg-Taunuskamm    | Königstein                  |                | Rombach Dittelshainer Bach Rettershofer Bach                    | |      |
| Romberg              | 540,60   | Feldberg-Taunuskamm    | Königstein                  |                | Rombach Reichenbach                                             | Kreuzweg Romberg Josefskapelle                                                                                 |      |
| Speckkopf            | 526,00   | Feldberg-Taunuskamm    | Königstein,                 |                | Reichenbach                                                     | |      |
| Burghain Falkenstein | 498,70   | Königsteiner Taunusfuß | Königstein                  |                | Reichenbach Rentbach                                            | Burgruine Falkenstein Burg Nürings                                                                             |      |
| Staufen              | 498,70   | Eppsteiner Horst       | Fischbach                   |                | Gimbach Schwarzbach Fischbach                                   | Kaisertempel Aussichtspunkt Großer Mannstein                                                                   |      |
| Burgberg Königstein  | 431,00   | Hornauer Bucht         | Königstein                  |                | Liederbach Reichenbach                                          | Burg Königstein                                                                                                |      |
| Gaisberg             | 395,00   | Hornauer Bucht         | Königstein                  |                | Reichenbach                                                     | Villa Andreae                                                                                                  |      |
| Hahnenkopf           | 361,00   | Eppsteiner Horst       | Kelkheim Fischbach Lorsbach |                | Gimbach Schwarzbach                                             | |      |
| Roten Berg           | 300,00   | Hornauer Bucht         | Hornau,                     |                | Liederbach Braubach                                             | Hügelgräber |      |

Anmerkungen zur Tabelle
1. ↑  Hier wird die Mindestentfernung des Berggipfels zum Liederbach oder einen seiner direkten oder indirekten Zuflüsse angegeben
2. ↑  Aufzählung der Fließgewässer in deren Einzugsgebiet der Berg liegt, der Liederbach und seine Zuflüsse sind kursiv
3. ↑  Entfernung zur Reichenbachquelle
4. 1 2 3  Quellbach des Urselbach
5. ↑  Entfernung zur Treisbornbachquelle
6. ↑  Linker Quellbach des Silberbachs
7. ↑  Auch Rodenberg genannt

### Zuflüsse
Diagramm:
| Die Zuflüsse des Liederbachs                                      | Die Zuflüsse des Liederbachs | Die Zuflüsse des Liederbachs | Die Zuflüsse des Liederbachs | Die Zuflüsse des Liederbachs |
| ----------------------------------------------------------------- | ---------------------------- | ---------------------------- | ---------------------------- | ---------------------------- |
| Quelle                                                            |                              |                              |                              |                              |
| Rombach                                                           | Rombach                      |                              | 4,2 km                       | 4,2 km                       |
| Reichenbach                                                       | Reichenbach                  |                              | 4,9 km                       | 4,9 km                       |
| Braubach                                                          | Braubach                     |                              | 2,1 km                       | 2,1 km                       |
| Gimbach                                                           | Gimbach                      |                              | 2,1 km                       | 2,1 km                       |
| Schmiehbach                                                       | Schmiehbach                  |                              | 3,6 km                       | 3,6 km                       |
| Augraben                                                          | Augraben                     |                              | 1,4 km                       | 1,4 km                       |
| Mündung – dunkelblau: linke Zuflüsse, hellblau: rechte Zuflüsse – |                              |                              |                              |                              |

Im Folgenden werden die Zuflüsse des Liederbachs in der Reihenfolge von der Quelle zur Mündung genannt. Angegeben ist Stationierung, jeweils die orographische Lage der Mündung, die Länge, die Höhenlage der Mündung und die Gewässerkennzahl.
| Stat. in km | Name        | GKZ     | Lage   | Länge in km | EZG in km² | Mündung                         | Mündungshöhe in m ü. NHN | Bemerkungen                                                            |
| ----------- | ----------- | ------- | ------ | ----------- | ---------- | ------------------------------- | ------------------------ | ---------------------------------------------------------------------- |
| 015,80      | Rombach     | 2492-2  | rechts | 004,2000    | 0004,4000  | Königstein                      | 32000000                 | rechter Quellbach (von manchen als Zufluss des Liederbaches angesehen) |
| 015,80      | Reichenbach | 2492    | links0 | 004,9000    | 0008,2000  | Königstein im Taunus            | 32000000                 | linker Quellbach (von manchen als Oberlauf des Liederbaches angesehen) |
| 012,30      | Braubach    | 2492-36 | rechts | 002,1000    |            | zwischen Schneidhain und Hornau | 23000000                 | mündet in der Gemarkung Altenhain                                      |
| 010,10      | Gimbach     | 2492-52 | rechts | 002,1000    |            | Kelkheim                        | 19400000                 | mündet unterirdisch                                                    |
| 007,70      | Schmiehbach | 2492-54 | links0 | 003,6000    |            | Liederbach-Niederhofheim        | 15500000                 | mündet unterirdisch                                                    |
| 004,50      | Augraben    | 2492-94 | links0 | 001,4000    |            | Liederbach-Oberliederbach       | 12300000                 |                                                                        |
|             | Liederbach  | 2492    |        | 015,8000    | 0037,5000  | Frankfurt-Höchst                | 9300000                  | mündet in den Main                                                     |

Anmerkungen zur Tabelle
1. ↑  Gewässerkennzahl, in Deutschland die amtliche Fließgewässerkennziffer mit zur besseren Lesbarkeit eingefügtem Trenner hinter dem Präfix, das einheitlich für den allen gemeinsamen Vorfluter Liederbach steht.
2. ↑  Die Daten des Liederbachs zum Vergleich

### Orte am Liederbach
| Name              | Name                 | Name                 | Name                 | Gebiets- körperschaft (GK) | Bachlänge in der GK in km | Bachlänge in der GK in km | Bachlänge in der GK in km | Bach-km | Bach-km | Bach-km | Bach-km | Bach-km | Bach-km | Lage am Bach | Bemerkung |                                                                   |
| Name              | Name                 | Name                 | Name                 | Gebiets- körperschaft (GK) | Bachlänge in der GK in km | Bachlänge in der GK in km | Bachlänge in der GK in km | Ein     |         | Ein     | Aus     | Ein     | Aus     | Lage am Bach | Bemerkung |                                                                   |
| ----------------- | -------------------- | -------------------- | -------------------- | -------------------------- | ------------------------- | ------------------------- | ------------------------- | ------- | ------- | ------- | ------- | ------- | ------- | ------------ | --- | ----------------------------------------------------------------- |
| Hochtaunuskreis   | Hochtaunuskreis      | Hochtaunuskreis      | Hochtaunuskreis      | Kreis                      | 1,6                       |                           |                           | 15,8    | 14,2    |         |         |         |         |              | |                                                                   |
|                   | Königstein im Taunus | Königstein im Taunus | Königstein im Taunus | Gemeinde                   |                           | 1,6                       |                           |         |         | 15,8    | 14,2    |         |         |              | |                                                                   |
|                   |                      |                      | Königstein           | Stadtteil                  |                           |                           | 1,0                       |         |         |         |         | 15,8    | 14,8    |              | Die Quellbäche Rombach und Reichenbach fließen durch den Stadtteil. | Die Burg steht knapp 400 m nordöstlich des Liederbachursprungs    |
|                   |                      |                      | Schneidhain          | Stadtteil                  |                           |                           | 0,6                       |         |         |         |         | 14,9    | 14,2    | rechts       | Der alte Ortskern liegt auf der rechten Seite des Liederbachs und reicht bis 20 m an ihn heran, die erst später zu Schneidhain gehörende Johanniswald-Siedlung auf der linken Seite nähert sich dem Bach bis auf 140 m | Das ehemalige Rathaus steht etwa 50 m westlich des Liederbachs    |
| Main-Taunus-Kreis | Main-Taunus-Kreis    | Main-Taunus-Kreis    | Main-Taunus-Kreis    | Kreis                      | 9,7                       |                           |                           | 14,2    | 4,5     |         |         |         |         |              | |                                                                   |
|                   | Bad Soden am Taunus  | Bad Soden am Taunus  | Bad Soden am Taunus  | Gemeinde                   |                           | 2,1                       |                           |         |         | 14,2    | 12,1    |         |         |              | |                                                                   |
|                   |                      |                      | Altenhain            | Stadtteil                  |                           |                           | 2,1                       |         |         |         |         | 14,2    | 12,1    |              | Liegt 0,66 km östlich des Liederbachs |                                                                   |
|                   | Kelkheim (Taunus)    | Kelkheim (Taunus)    | Kelkheim (Taunus)    | Gemeinde                   |                           | 4,0                       |                           |         |         | 14,2    | 8,1     |         |         |              | |                                                                   |
|                   |                      |                      | Hornau               | Stadtteil                  |                           |                           | 1,4                       |         |         |         |         | 14,2    | 12,1    | beidseitig   | Der alte Ortskern liegt zum größten Teil auf der linken Seite |                                                                   |
|                   |                      |                      | Kelkheim             | Stadtteil                  |                           |                           | 1,3                       |         |         |         |         | 10,7    | 9,4     | beidseitig   | Der größere Teil liegt auf der rechten Seite | Ehem. Kloster Kelkheim etwa 150 m vom Liederbach entfernt         |
|                   |                      |                      | Münster              | Stadtteil                  |                           |                           | 1,3                       |         |         |         |         | 9,4     | 8,1     | beidseitig   | Der größere Teil liegt auf der rechten Seite |                                                                   |
|                   | Liederbach am Taunus | Liederbach am Taunus | Liederbach am Taunus | Gemeinde                   |                           | 3,6                       |                           |         |         | 8,1     | 4,5     |         |         |              | |                                                                   |
|                   |                      |                      | Niederhofheim        | Ortsteil                   |                           |                           | 1,0                       |         |         |         |         | 8,1     | 7,1     | beidseitig   | Der alte Ortskern liegt auf der rechten Seite |                                                                   |
|                   |                      |                      | Oberliederbach       | Ortsteil                   |                           |                           | 2,6                       |         |         |         |         | 7,1     | 4,5     | beidseitig   | Der größere Teil liegt auf der rechten Seite |                                                                   |
| Frankfurt am Main | Frankfurt am Main    | Frankfurt am Main    | Frankfurt am Main    | Kreisfreie Stadt           | 5,0                       |                           |                           | 5,0     | 0,0     |         |         |         |         |              | |                                                                   |
|                   |                      |                      | Unterliederbach      | Stadtteil                  |                           |                           | 2,6                       |         |         |         |         | 5,0     | 1,8     | beidseitig   | Der alte Ortskern liegt auf der rechten Seite |                                                                   |
|                   |                      |                      | Höchst               | Stadtteil                  |                           |                           | 1,8                       |         |         |         |         | 1,8     | 0,0     | beidseitig   | Der alte Stadtkern liegt auf der linken Seite, auf der rechten Seite ist Gewerbegebiet | Der Burggraben des Schlosses wurde früher vom Liederbach gespeist |

## Charakter und Daten
Der Liederbach entwässert die Südabdachung des Hochtaunus mit Kleinem Feldberg und Altkönig und durchfließt dann die tektonische Senke der Hornauer Bucht. Der Höhenunterschied von seiner Quelle bis zu seiner Mündung beträgt etwa 227 m, was bei einer Lauflänge von 15,8 km einem mittleren Sohlgefälle von etwa 14 ‰ entspricht.
Der Liederbach ist ein Fließgewässer der III. Ordnung und gehört zum Abwasserverband Main-Taunus und zur Hegegemeinschaft Schwarzbach (M.) / Wickerbach / Liederbach.
Er wird in zwei Fließwasserkörper geteilt: den Oberen Liederbach und den Unteren Liederbach.
Der obere Liederbach gehört zu den Silikatischen Mittelgebirgsbächen (Typ 5) und der untere Liederbach zu den Feinmaterialreichen, karbonatischen Mittelgebirgsbächen (Typ 6).
Der Oberlauf des Liederbachs gehört zur oberen Forellenregion und der Unterlauf zur unteren Forellenregion.
Typisch für einen Gebirgsbach ist, dass der Liederbach im Mittel- und Unterlauf über mächtige, wasserdurchlässige Schotterkörper fließt. Während längerer regenarmer Zeiten im Sommer kann er daher trockenfallen, wogegen er bei stärkeren Regenfällen über dem Taunus in kürzester Zeit so stark anschwellen kann, dass das eingeschnittene Bachbett bis an die Oberkante mit schnell fließendem Wasser gefüllt ist.
Der Liederbach weist folgende mittlere Abflussmengen (MQ) auf:
- oberer Liederbach 272,2 l/s[29]
- unterer Liederbach 308,2 l/s[31]

## Flusshistorie

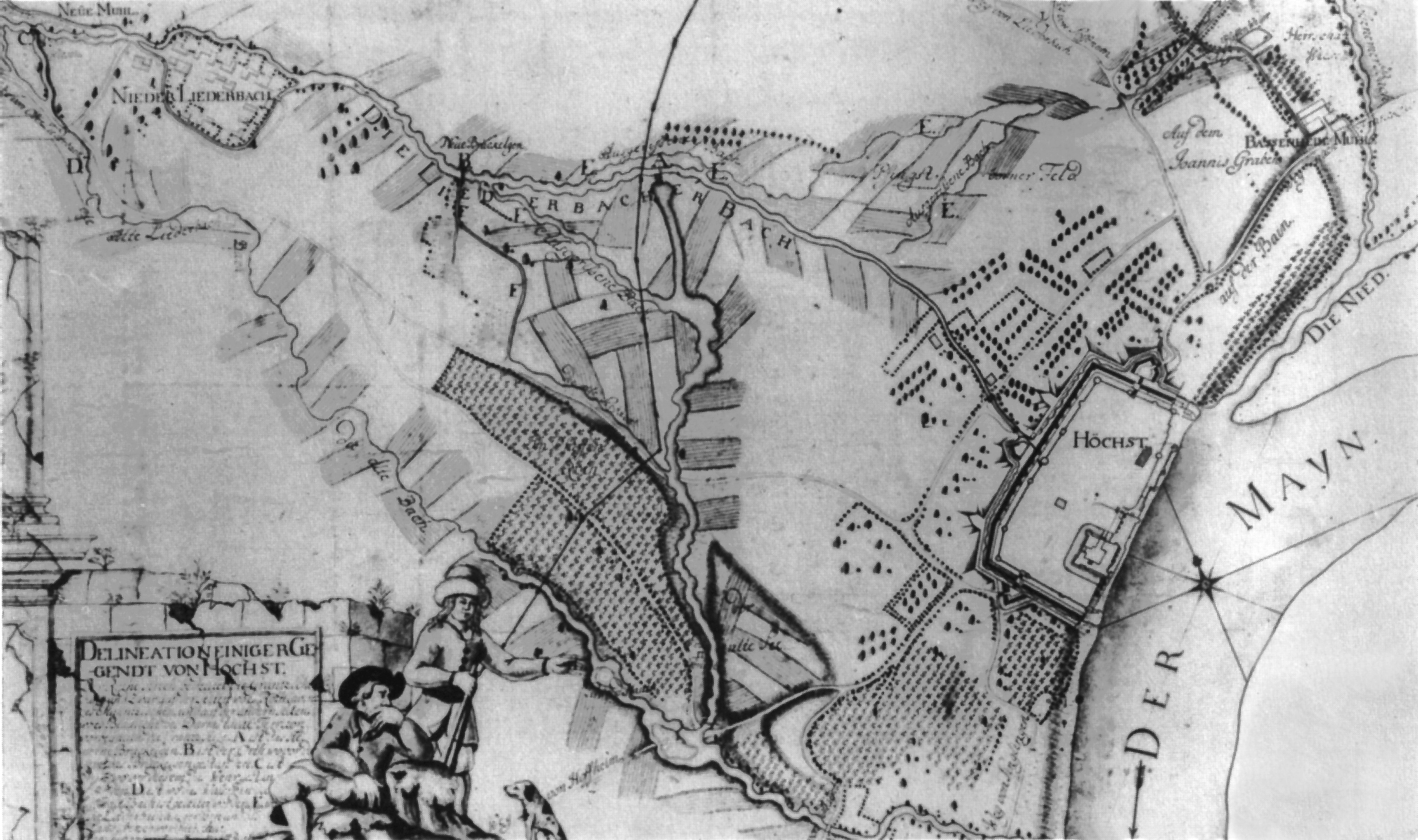
Der Liederbach zwischen Höchst und Nieder-Liederbach: Hochwasserkataster von 1723

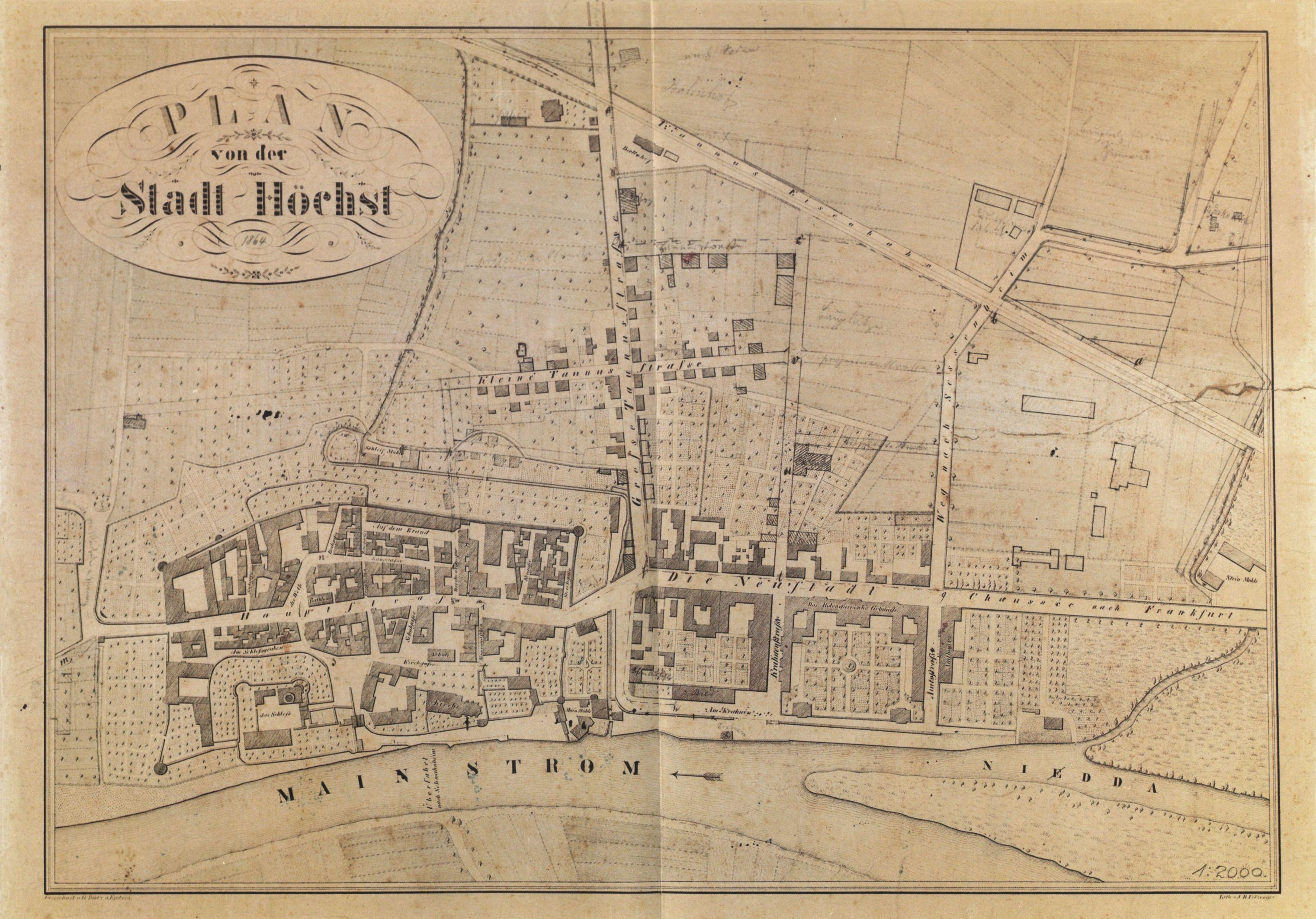
Plan von der Stadt Höchst aus dem Jahr 1850

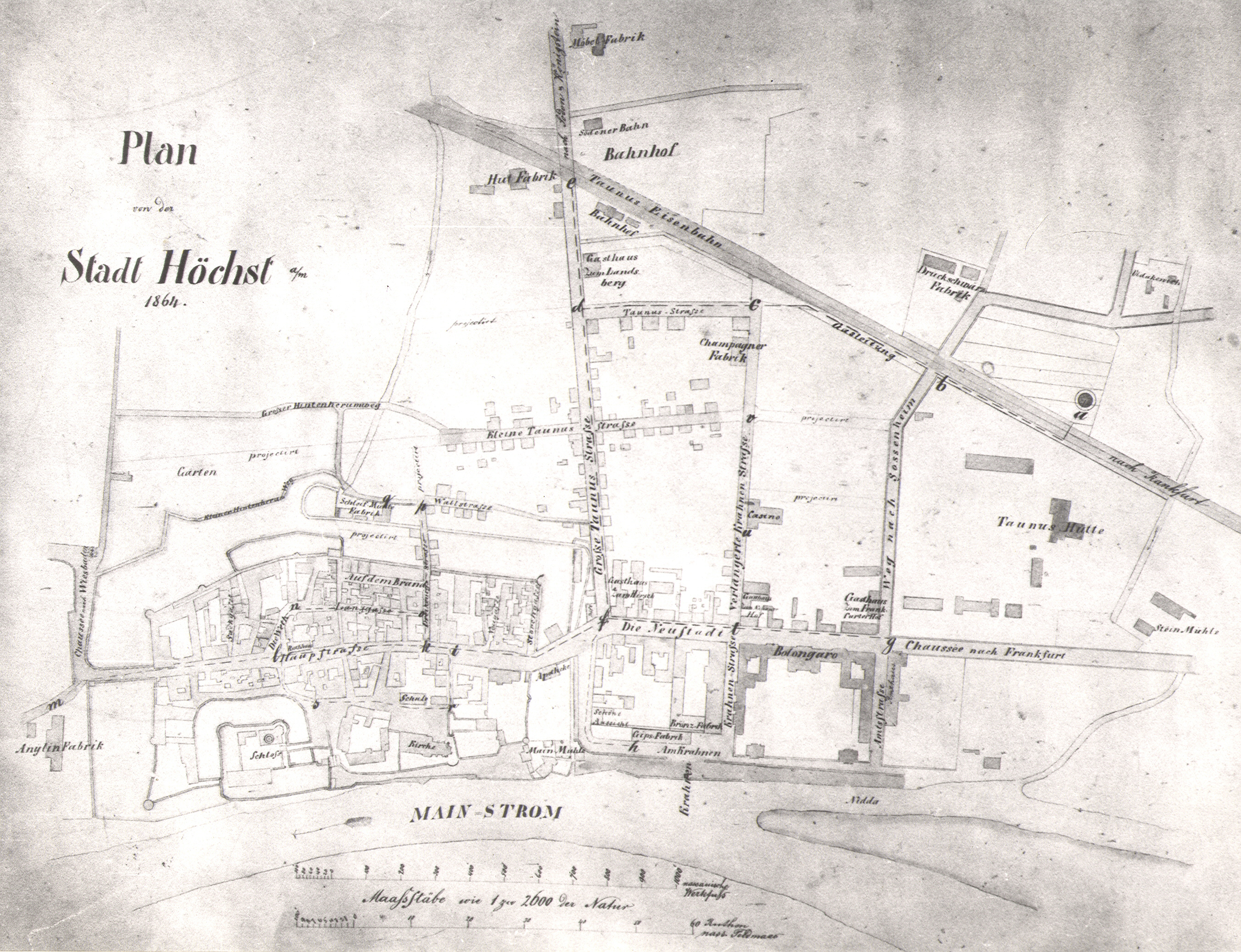
Höchster Stadtplan aus dem Jahr 1864

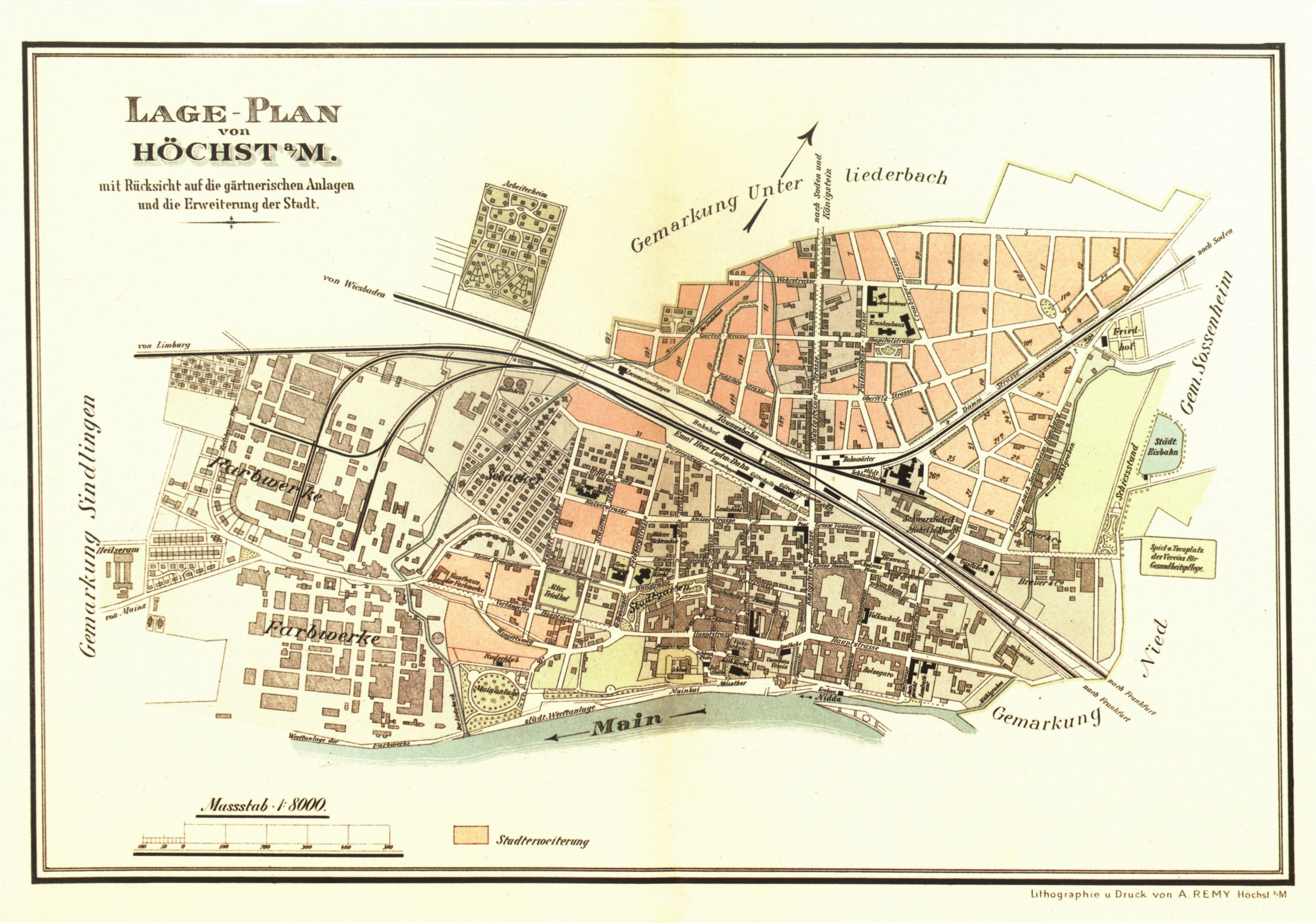
Stadtplan von Höchst am Main aus dem Jahr 1897/1898

### „Liederbach-Delta“
Ursprünglich verzweigte sich der Liederbach in seinem Unterlauf in mehrere Arme, die dem Main zuflossen. Der östliche Arm, der in Höchst über das Gebiet des heutigen Schloßplatzes floss, wurde in diesem Bereich bereits im Mittelalter zugeschüttet. Das Bachwasser wurde anfangs in den Burggraben geleitet, später in den Graben um die Stadtmauer.

### Frühe Regulierungen
Bereits im späten 16. Jahrhundert erfolgte eine erste Regulierung des Liederbachs in der Unterliederbacher Gemarkung mittels eines Wehrs, um Höchst vor den regelmäßigen Hochwässern des Baches zu schützen. Ein Teil des Wassers wurde dabei auch in den Höchster Mühlgraben umgeleitet. Da das Wehr Überschwemmungen auf Unterliederbacher Feldern verursachte, wurde es aufgrund der folgenden, bis ins 18. Jahrhundert andauernden Streitigkeiten zwischen Höchst und Unterliederbach mehrfach verlegt.
Mit dem Wachstum Unterliederbachs und Höchsts im 19. Jahrhundert wurde der Liederbach kanalisiert und in seinen heutigen Verlauf gebracht. Die restlichen Bacharme wurden zugeschüttet. Der Mühlgraben, der noch zu Anfang des 20. Jahrhunderts parallel zur Königsteiner Straße floss, wurde mit der Betriebsstilllegung der Höchster Mainmühle ebenfalls verfüllt und überbaut.

## Natur und Umwelt

### Ökologie
Der Liederbach ist fast auf seiner gesamten Länge der Gewässergüteklasse II (mäßig belastet) zugeteilt, im Bereich der Mündung in den Main der Klasse II-III (kritisch belastet).
Die Gewässergüte für den Oberen Liederbach wird für die Bereiche Fische, Kieselalgen und Makrozoobenthos jeweils als mäßig beurteilt, während der Untere Liederbach bei Fischen und dem Makrozoobenthos mit schlecht und nur bei den Kieselalgen ebenfalls mit mäßig bewertet wird.
Auf einer Gewässergütekarte von 2015 werden die Saprobiewerte des Baches im Bereich des Oberlaufes als gut bewertet. Auf dem Gebiet der Stadt Frankfurt verschlechtert sich die Bewertung auf mäßig und im direkten Mündungsbereich werden die Werte dann wieder als gut klassifiziert. Die Belastung des Liederbaches mit coliformen Bakterien wird nach einer Studie des Frankfurter Amtes für Gesundheit von 2009 als kritisch belastet bis stark verschmutzt bewertet. Die Belastung mit allgemeinen Keimen wird im Bereich von 36 °C als kritisch belastet eingeschätzt und bei den Werten bei 20 °C lautete der Befund sehr stark verschmutzt.
Der pH-Wert des Liedebaches schwankte 2015 zwischen 7,0 im August und 7,8 von Februar bis April.
Tabelle mit Messparametern zur chemischen Gewässergüte von 2015
| Datum      | Ammonium-N [mg/l] | Nitrat-N [mg/l] | Nitrit-N [mg/l] | Orthophosphat-P [mg/l] | Sauerstoff [mg/l] |
| ---------- | ----------------- | --------------- | --------------- | ---------------------- | ----------------- |
| 22.01.2015 | < 0,07            | 003,80          | 00,130          | < 0,0050               | 0013,3            |
| 24.02.2015 | < 0,07            | 002,70          | 00,034          | < 0,0086               | 0013,3            |
| 17.03.2015 | < 0,07            | 002,40          | 00,016          | < 0,0050               | 0012,6            |
| 22.04.2015 | < 0,07            | 002,10          | 00,051          | < 0,0052               | 0011,0            |
| 13.05.2015 | < 0,07            | 001,90          | 00,091          | < 0,0580               | 0009,9            |
| 17.06.2015 | < 0,07            | 001,90          | 00,024          | < 0,0890               | 0009,4            |
| 01.07.2015 | < 0,07            | 001,90          | 00,043          | < 0,0850               | 0008,0            |
| 25.08.2015 | < 0,09            | 001,00          | 00,066          | < 0,1200               | 0006,5            |
| 15.09.2015 | < 0,10            | 001,80          | 00,071          | < 0,1500               | 0007,3            |
| 14.10.2015 | < 0,07            | 000,67          | 00,024          | < 0,1200               | 0008,4            |
| 09.12.2015 | < 0,07            | 001,90          | 00,039          | < 0,0370               | 0012,1            |

Legende:
_  Unbelastet, Güteklasse I
_  Sehr geringe Belastung, Güteklasse I-II
_  Mäßige Belastung, Güteklasse II
_  Deutliche Belastung, Güteklasse II-III
_  Erhöhte Belastung, Güteklasse III

### Fauna
Bei Untersuchungen 2004 wurde die Bachforelle im Liederbach nachgewiesen.
Im Gebiet von Kelkheim haben sich Nutrias angesiedelt. Im August 2009 kam es wegen anhaltender Trockenheit des Liederbachs zu einem großen Fischsterben in Unterliederbach. Es soll sich dabei um bis zu 40 Zentimeter große Saiblinge gehandelt haben.

## Wasserbauwerke

### Brücken

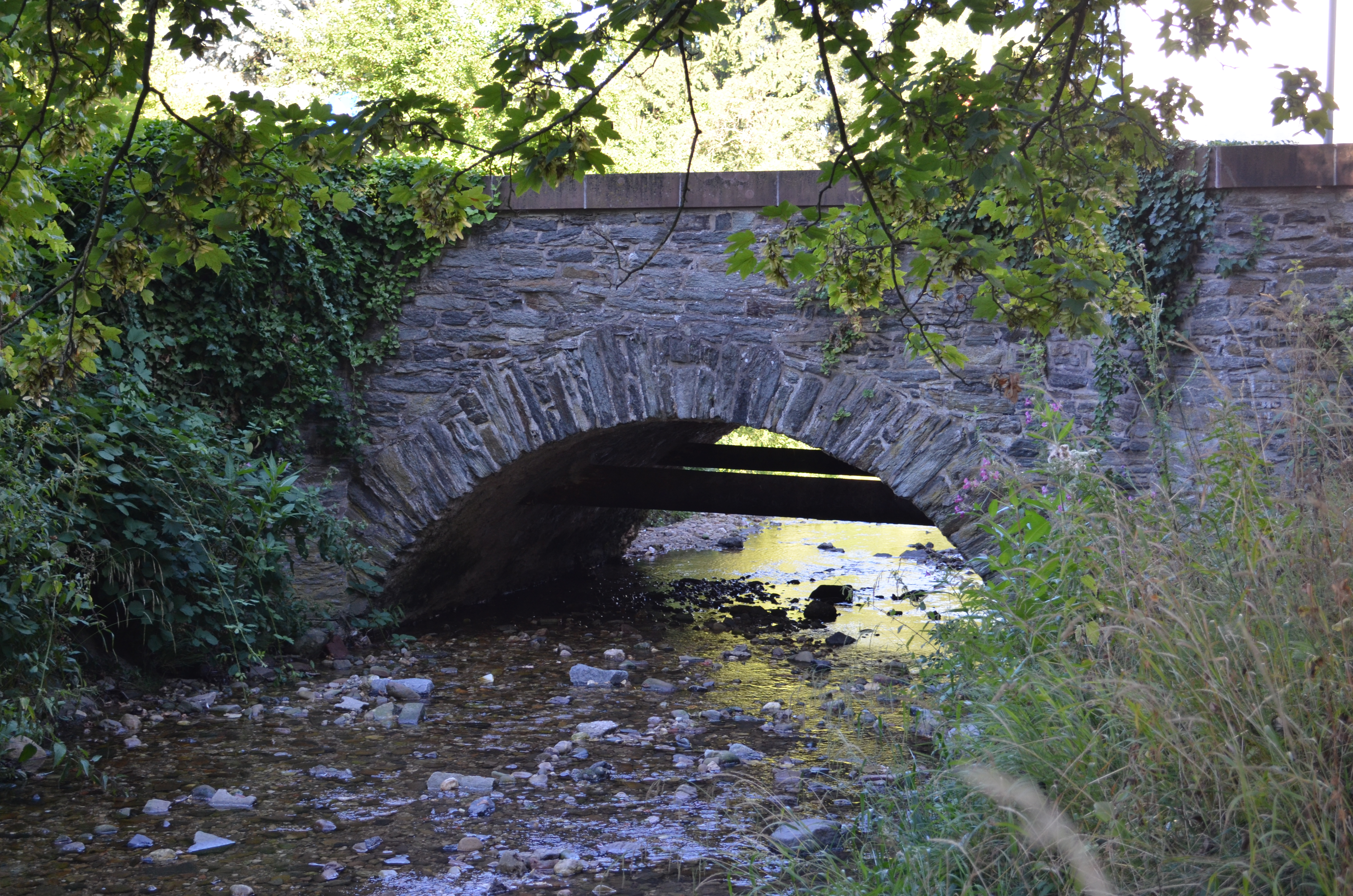
Liederbachbrücke in Unterliederbach

- Chaisewegbrücke (Rotlintallee) in Hornau mit Nepomuk-Statue[40]
- Brücke (Weberstraße)[ZT 17]
- Brücke über den Liederbach (Straße Alt Niederhofheim)[41]
- Die Liederbachbrücke in Unterliederbach beim Geißspitzweg ist eine massive Steinbrücke in barockisierenden Formen und steht unter Denkmalschutz.
- Liederbach-Brücke (Pfälzer Straße), Fußgängerbrücke[ZT 18]

### Mühlen

#### Königstein
- Zahlreiche Mühlen und Mühlgräben an den beiden Oberläufen Rom- und Reichenbach.

#### Schneidhain
- Die Schneidhainer Mühle wurde 1592 zum ersten Mal schriftlich erwähnt.[ZT 19] Der Neuenhainer Gerichtsschreibers Balthasar Queck soll die Schneidhainer Mühle erbaut haben.[42] Weitere Müller waren Lorenz Usinger und Johann Peter Pleines.[43] Die Mühle brannte am 14.–15. März 1825, wobei ein geschätzter Schaden von 4.337 fl. entstand.[44]

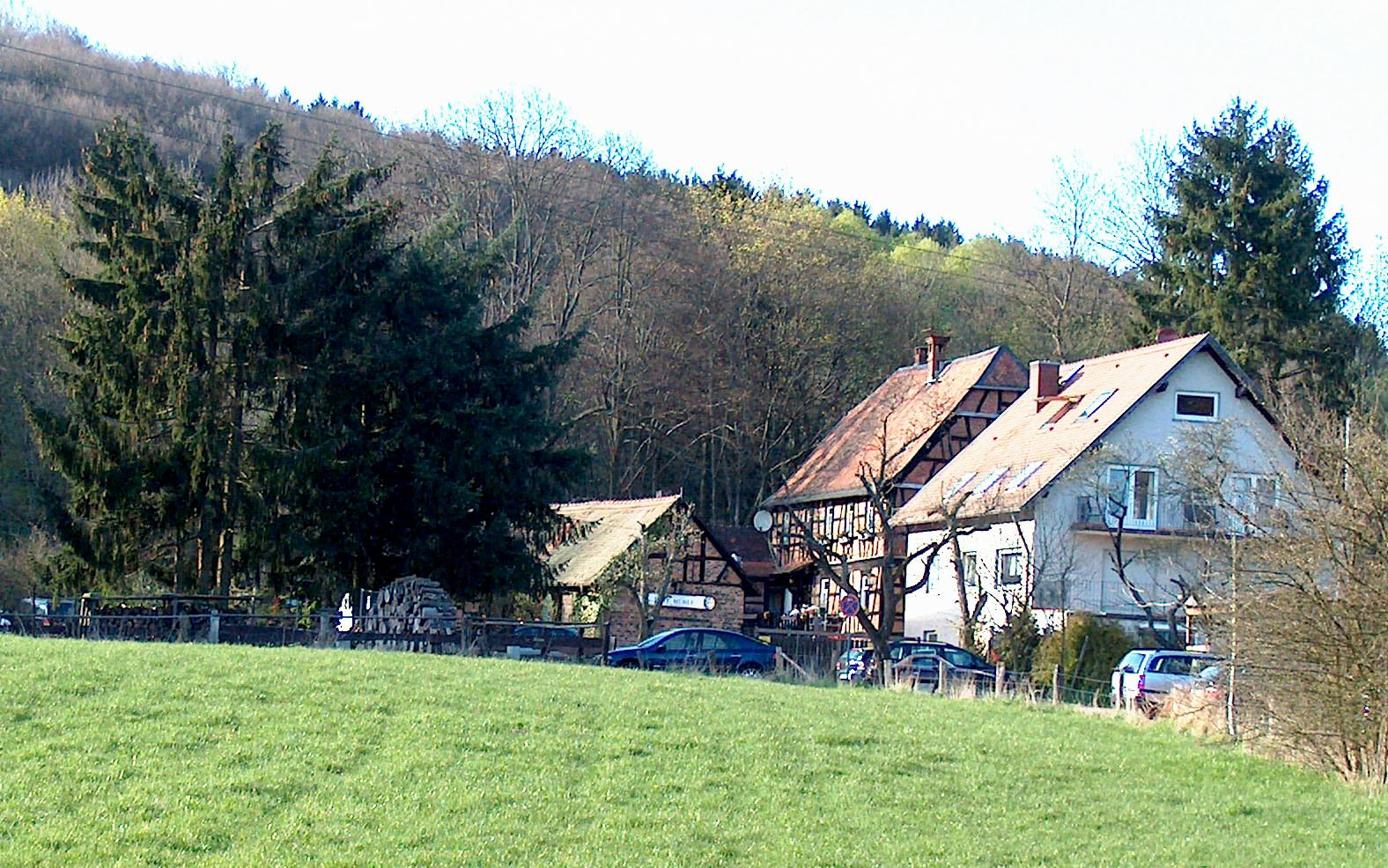
Beidenauer Mühle in der Gemarkung Altenhain

#### Altenhain
- Beidenauermühle[D 18][D 2][L 5][K 23]
- 1618: Errichtung einer Mühle im Beidenauer Grund durch zwei Frankfurter Brüder mit Genehmigung der Kurpfalz
- 1631: Die Mühle wird durch einen Brand zerstört
- 1652: Nennung einer zweiten Mühle, der „Roten Mühle“
- 1688: Die Mühle wird wiederaufgebaut

#### Hornau
- 1146/1191: Mühle des Klosters Retters
- 1222: zwei Mühlen
- 1668: eine Mühle im Besitz des Klosters Retters[D 3]
- 1970: Die Hornauer Mühle beendete ihren Betrieb[45]

#### Kelkheim
- Die Alte Mühle, auch „Finger Mühle“ genannt, stand in der Mühlstraße 21. 1668 kam die Mühle in den Besitz des Klosters Retters.[D 19] Die jahrhundertealte Mühle wurde 1840 von einem Philipp Finger übernommen. Er betrieb bis 1870 darin auch eine Backstube. Im Jahre 1865 brannte die Mühle nieder und wurde kurz danach wieder aufgebaut. Nach dem Zweiten Weltkrieg wurde der Betrieb aus finanziellen Gründen eingestellt. Die Gebäude der Mühle wurden 1965 abgerissen.[46]
- Au-Mühle[K 24]

#### Münster
- 1307 wird eine Mühle erwähnt
- 1440 gibt es zwei Mühlen im Besitz von St. Stephan
- Vor 1567: Mühle im Besitz des Hartmut von Kronberg
- 1623: Bannmühle für Münster, Ober- und Unterliederbach, Sulzbach sowie Bad Soden
- Seit 1660 befindet sich eine Mühle im Besitz der Grafen von Kronberg und später derer von Bettendorf
- 1696 wurde die Bannmühle aufgehoben
- Abriss der Kroneberger Mühle 1974[D 20][ZT 8][47]

#### Niederhofheim
- 1189/90: Mühle am Liderbach[D 21]
- Die Niederhofheimer Mühle (Höchster Straße 21–23) stellte 1972 als letzte Mühle des Liederbaches ihren Betrieb ein[ZT 20][ZT 21]

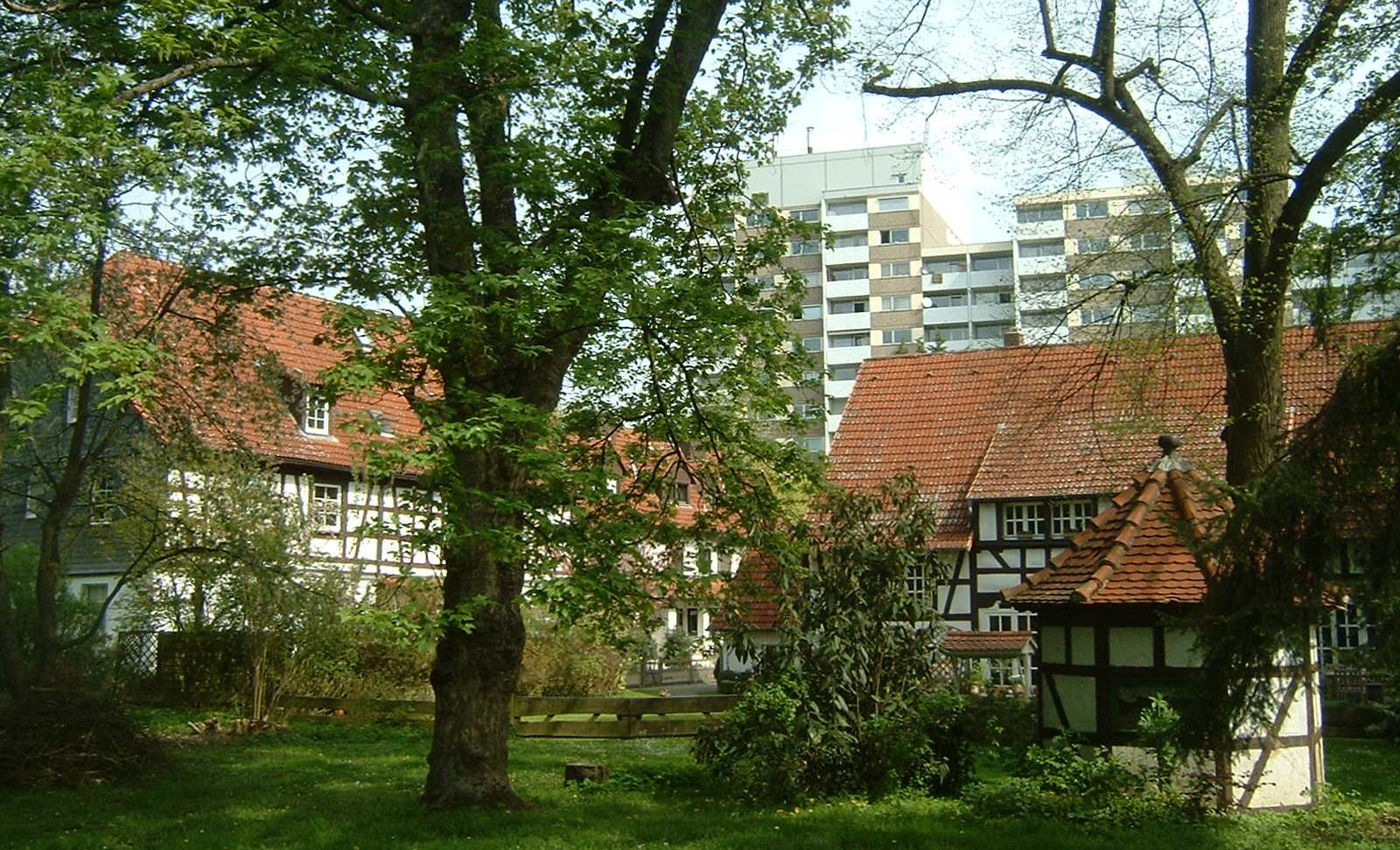
Die ehemalige Untermühle in Oberliederbach

#### Oberliederbach
- 1408: Von der Obermühle in der Bahnstraße 5–7 sind nur noch wenige Überreste erhalten (Umfassungsmauer aus Taunusschiefer, das seitliche Tor, das überdachte Torhaus im Norden und das Mahlwerk)[D 22]
- 1619: Rethersche Mühle
- 1623: Errichtung einer Ölmühle
- Untermühle, besteht seit dem 17. Jahrhundert[D 14][D 23][D 24]

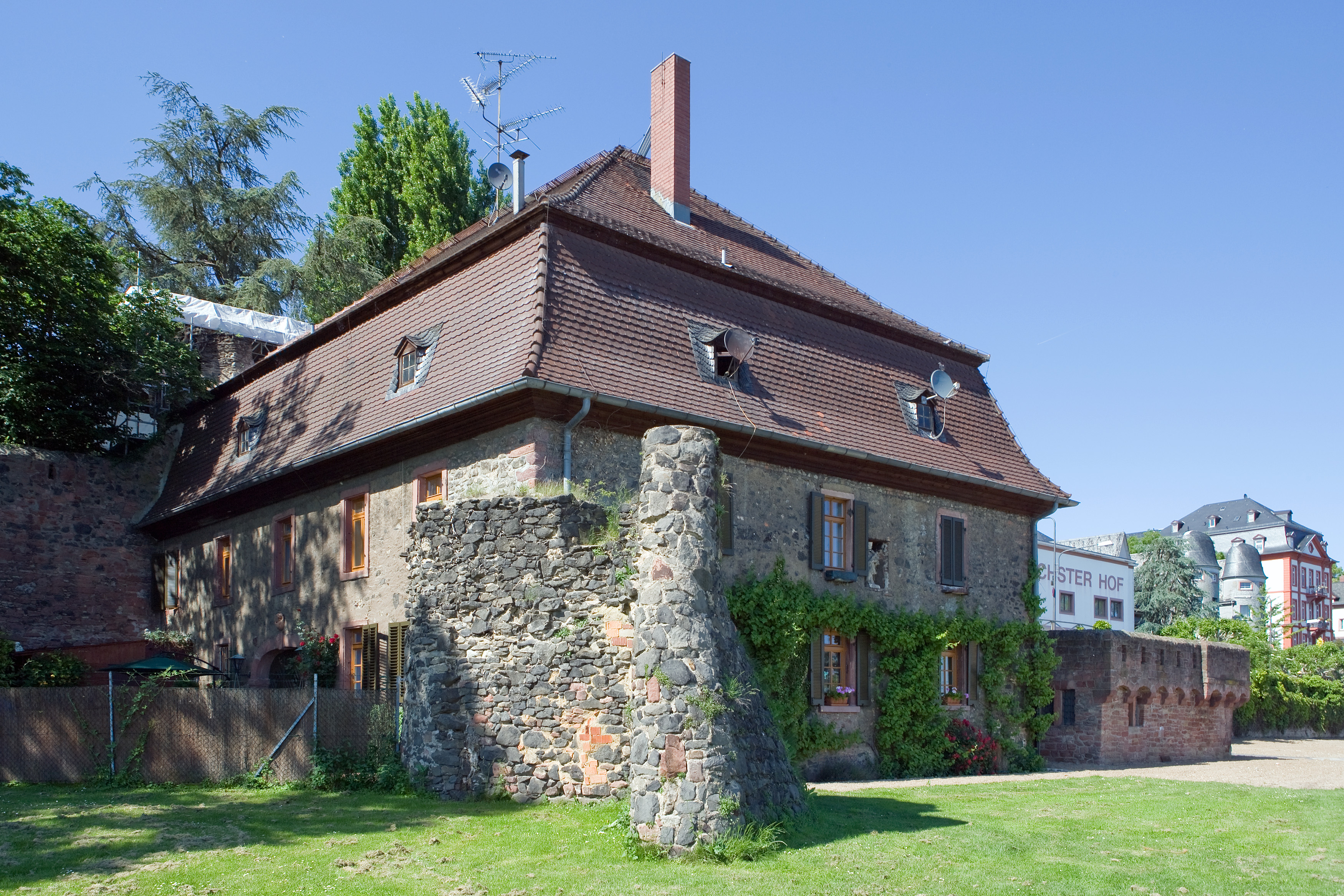
Die alte Mainmühle in Höchst

#### Unterliederbach
- Die Obermühle, auch Blechers Mühle oder Kneiselsmühle genannt, wird 1709 am Nordrand des Ortes erbaut.[D 25][D 26][48]
- 1675 wurde die Untermühle am Südrand von Dorfes (Liederbacher Straße 109) von Hans Sondermann errichtet.[D 25][7]

#### Höchst
- Die Schleifmühle östlich des heutigen Marktplatzes bei der heutigen Schleifergasse.[K 25]

1803–1810: Die Schleifmühle wird an den Tabakfabrikanten Johann Horstmann verkauft und in eine Tabak- und Ölmühle umgewandelt.
1861: Carl Simeons pachtet die Schleifmühle und gründete dort die Gelatinefabrik Carl Simeons & Co.
- Die Mainmühle wurde als barockes Mühlengebäude um 1760 neu errichtet.[D 28][17][A 2]

### Allgemein
- Otto Kammer: Unterliederbach. Spuren der Vergangenheit – Linien in die Gegenwart. Frankfurter Sparkasse von 1822 (Polytechnische Gesellschaft), Frankfurt am Main 1977.
- Wolfgang Metternich: Die städtebauliche Entwicklung von Höchst am Main (= Beiträge zum Denkmalschutz in Frankfurt am Main. Heft 2). Verein für Geschichte und Altertumskunde u. a., Frankfurt am Main / Höchst 1990.
- Mathias Otto: Ein Bach im Taunus erzählt – Der  Liederbach von den Quellen bis zur Mündung, Liederbach a.Ts. 2023, ISBN 978-3-00-075915-4.
- Andrea Diener: Idylle und Industrie, F.A.Z. Rhein-Main-Zeitung vom 27. Oktober 2023, S. 9.
- Liegenschaftskarte Hessen

### Mühlen am Liederbach
- Reinhard Michel, Ingrid Berg, Alexander Wächtershäuser: Mühlen im Hochtaunuskreis – Historische Standorte, Wasserläufe, Betriebe und Betreiber. 2012, DNB 1025126629.
- Friedel Bender, Reinhold Reuss: Die Rote Mühle im Liederbachtal : Geschichte und Geschichten. Verein „Bürger für Hornau“, Frankfurt am Main 2010, DNB 1022525131.
- Liederbacher Mühlen
  - Reinhard Marx, Ingrid Simon: Die Geschichte der Liederbacher Mühlen und ihrer Besitzer. Teil 1. In: MTK Jahrbuch 2015.
  - Reinhard Marx, Ingrid Simon: Die Geschichte der Liederbacher Mühlen und ihrer Besitzer. Teil 2. In: MTK Jahrbuch 2016.
- Konrad Schneider: Mühlen in Frankfurt – Alte Arbeitswelten neu entdeckt. 2017, ISBN 978-3-95400-810-0.

### Allgemein
- Der Liederbach, 100 Wilde Bäche, Hessischen Ministerium für Landwirtschaft und Umwelt, Weinbau, Forsten, Jagd und Heimat
- Gewässersteckbriefe:
  - Gewässersteckbrief und Maßnahmenprogramm 2492.2 (Memento vom 1. Januar 2013 im Webarchiv archive.today) (Hinweise) → Übersicht über alle hessischen Flusssysteme (PDF, 1,7 MB) oberer Liederbach
  - Gewässersteckbrief und Maßnahmenprogramm 2492.1 (Memento vom 1. Januar 2013 im Webarchiv archive.today) (Hinweise) → Übersicht über alle hessischen Flusssysteme (PDF, 1,7 MB) unterer Liederbach
- Liederbach bei par.frankfurt.de, der früheren Website der Stadt Frankfurt am Main
- Bund für Umwelt und Naturschutz Deutschland (BUND) e. V. Frankfurt: Die Bäche
- Landschaftsplan UVF, Umlandverband Frankfurt (UVF)
- Kelkheim: Der Liederbach soll in sein altes Bett
- Oberflächengewässer in Frankfurt am Main 1996–2017, Bericht zur hygienischen Qualität
- Stadt Königstein im Taunus Umweltbericht mit integriertem Artenschutzbeitrag

### Hydrologie
- Hessisches Landesamt für Naturschutz, Umwelt und Geologie: Retentionskataster, Flussgebiet Liederbach - Flussgebiets-Kennziffer: 2492 (PDF; 1,9 MB) (Hinweise)
- Risikomanagementplan Sulzbach / Liederbach
- Hochwasserrisikomanagementplan für das Einzugsgebiet Sulzbach / Liederbach Strategische Umweltprüfung Umweltbericht Stand: Dezember 2014, (PDF; 19 MB)
- Der Liederbach ist trocken, FNP, 18. Juli 2015

### Karten
- Verlauf des Liederbachs auf dem WRRL-Viewer Hessen
- Geoportal Hessen
- Hessen / Frankfurt 1893
- Meßtischblatt 3370 : Königstein am Taunus, 1876
- Karte vom Stadt und Landkreis Frankfurt am Main.
- Umgegend von Frankfurt ca. 1865 (Blatt Rödelheim nach 1865) – 1. Rödelheim. Historische Kartenwerke.  In: Landesgeschichtliches Informationssystem Hessen (LAGIS).
- Karte vom Herzogthum Nassau : von den im Jahr 1819 geschehenen Aufnahmen längs der Preussischen und Hessischen Gränzen etc. ; orientirt  nach Parallelen vom Meridian und Perpendikel von Paris (Blatt XXXXII Königstein., Blatt XXXXIII Oberursel. und Blatt XXXXIV Höchst.)
- Topographisch-militairische Charte von Teutschland, Theil von Hessen u. Nassau, 1807
- Haasische Karte: Militärische Situationskarte in XXIV Blättern von den Ländern zwischen dem Rhein Main und Neckar nebst den angränzenden Gegenden, 1804
- Schmitt’sche Karte von Südwestdeutschland (1797)
- Gericht Liederbach, Wilhelm Dilichs Landtafeln hessischer Ämter zwischen Rhein und Weser, 1607–1622
- Karte von 1592, Sebastian Wolff HStA Wiesbaden, Abt. 3011, Nr. 974